# Mercedes-Maybach

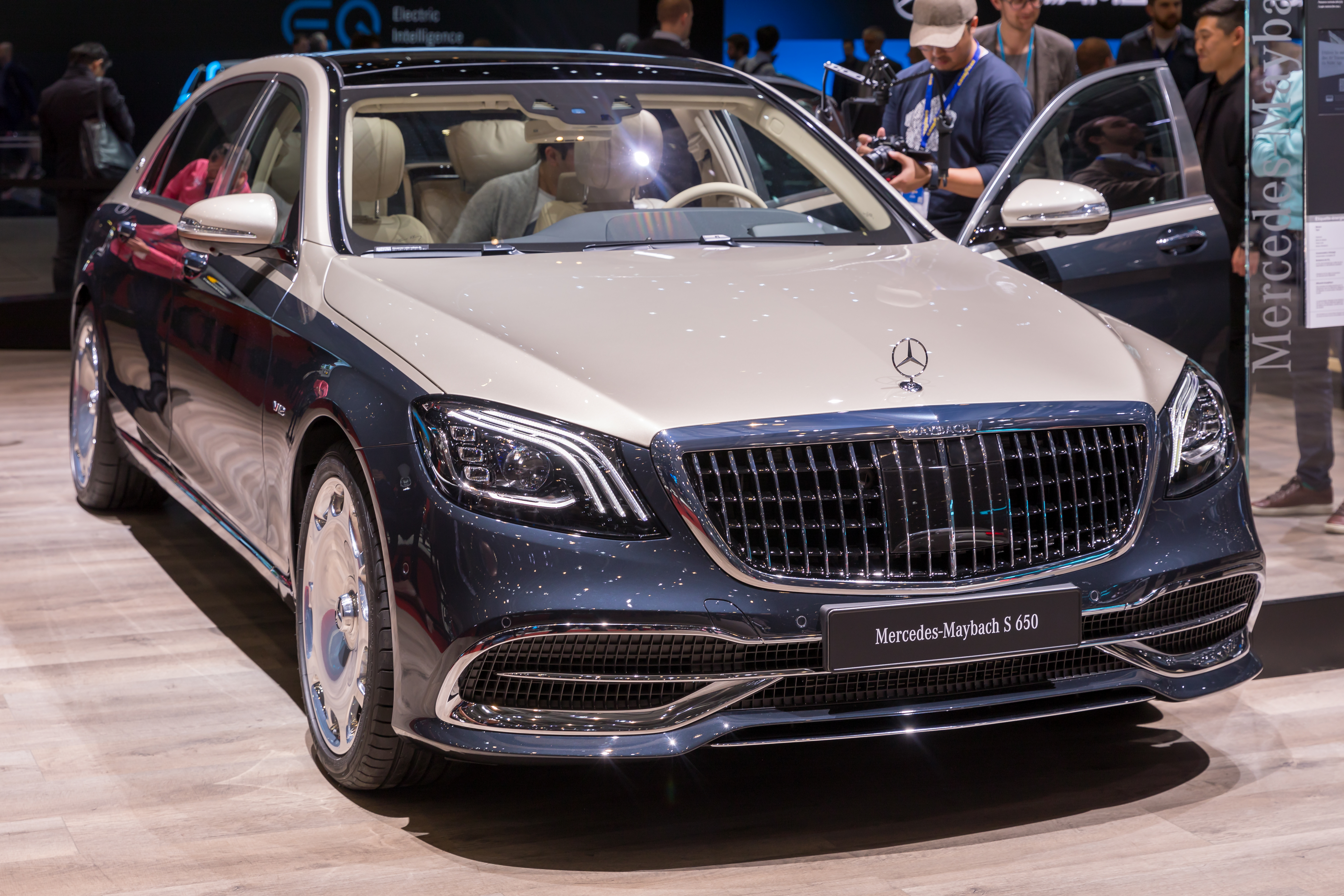
Mercedes-Maybach S 650 (zweite Modellpflege)

Mercedes-Maybach ist seit Ende 2014 eine Ergänzungsmarke der deutschen Automobilmarke Mercedes-Benz. Sie folgt auf die bis dahin bestehende Maybach-Manufaktur, eine Sparte der Mercedes-Benz Group, die Limousinen der Marke Maybach produzierte und verkaufte.

## Vorgeschichte
Unter der Marke Maybach verkaufte bereits die Maybach-Motorenbau GmbH von 1921 bis 1941 luxuriöse Automobile. 1960 übernahm Daimler-Benz die Maybach-Motorenbau GmbH und damit die Markenrechte. Die Maybach-Motorenbau GmbH wurde 1969 zu MTU Friedrichshafen umfirmiert.
Erst im Jahr 2000 kündigte der Daimler-Benz-Nachfolge-Konzern DaimlerChrysler (heutige Mercedes-Benz Group) an, ab 2002 wieder Fahrzeuge unter der Marke Maybach zu verkaufen. Ende des Jahres 2002 wurden schließlich die ersten Fahrzeuge der Maybach-Manufaktur ausgeliefert.
Im November 2011 gab Daimler-Chef Dieter Zetsche bekannt, die Marke Maybach werde 2012 zu Gunsten weiterer Modelle der Mercedes S-Klasse eingestellt. Am 17. Dezember 2012 verließ das vorerst letzte Maybach-Fahrzeug die Maybach-Manufaktur im Daimler-Werk Sindelfingen. Verkauft wurden die Maybach-Limousinen noch bis ins Jahr 2013, danach sollte der Name Maybach nicht mehr genutzt werden.

## Geschichte

### S-Klasse (X 222)
Schon Ende 2014 gab der Daimler-Konzern die erneute Verwendung des Namens Maybach bekannt. Die verlängerte Version (X 222) der Mercedes-Benz S-Klasse (Baureihe 222) trug den Namenszusatz Maybach. Der Mercedes-Maybach S 500 (4,7-l-V8) bzw. S 600 (6,0-l-V12) hatte neben hochwertigeren Materialien und abermals gesteigerter Beinfreiheit im Fond (+ 40 cm im Gegensatz zur Standard-S-Klasse) nun auf Wunsch auch auf der Fahrerseite einen Liegesitz. Zudem bot die Mercedes-Maybach-S-Klasse exklusive Ausstattungsmöglichkeiten, die anderen Varianten der S-Klasse vorenthalten bleiben. Die neuen Mercedes-Maybach S 500 und S 600 wurden erstmals auf der Los Angeles Auto Show und auf der Guangzhou International Automobile Exhibition in China präsentiert. Als Hauptabsatzmärkte der Luxuslimousine wurden China, Russland und die USA genannt.
Der Mercedes-Maybach S 500 und der S 600 sind am Maybach-Logo zu erkennen, das seitlich an der C-Säule angebracht ist. Außerdem ist der Maybach nochmals 20 cm länger als die Langversion der S-Klasse.
Seit Anfang 2016 wurde auf Basis der S-Klasse eine 6,50 m lange Pullman-Limousine angeboten. Sie hat im Fond vier Sitze, die gegenüberliegend angeordnet sind. Der Mercedes-Maybach Pullman hat den 390 kW (530 PS) starken V12-Ottomotor aus dem S 600. Erstmals vorgestellt wurde das Fahrzeug auf dem Genfer Auto-Salon 2015.
Auf der Los Angeles Auto Show im November 2016 wurde mit dem Mercedes-Maybach S 650 Cabrio ein auf 300 Fahrzeuge limitiertes Luxuscabrio auf Basis der Mercedes-Benz Baureihe 217 vorgestellt. Das S-650-Cabrio ist durch zahlreiche Chromakzente, mehrere Maybach-Embleme und 20 Zoll große Maybach-Schmiederäder gekennzeichnet. Außerdem wird beim Öffnen der Türen das Maybach-Logo auf die Straße projiziert. Als Motor kommt der aus dem S 65 AMG bekannte 463 kW (630 PS) starke V12-Biturbo zum Einsatz, der das Fahrzeug in 4,1 Sekunden auf 100 km/h beschleunigt. Die Höchstgeschwindigkeit gibt der Hersteller mit abgeregelten 250 km/h an. Verkauft wurde das Cabriolet ab Frühjahr 2017 zu einem Preis von 357.000 Euro.
2017 wurden die optische Erscheinung und das Motorenangebot gemeinsam mit den anderen Versionen der Baureihe 222 überarbeitet.
Auf dem Genfer Auto-Salon im März 2018 wurde eine erneut überarbeitete Version vorgestellt, welche mit einem geänderten Kühlergrill und optionaler Zweifarblackierung mehr Eigenständigkeit zeigte.

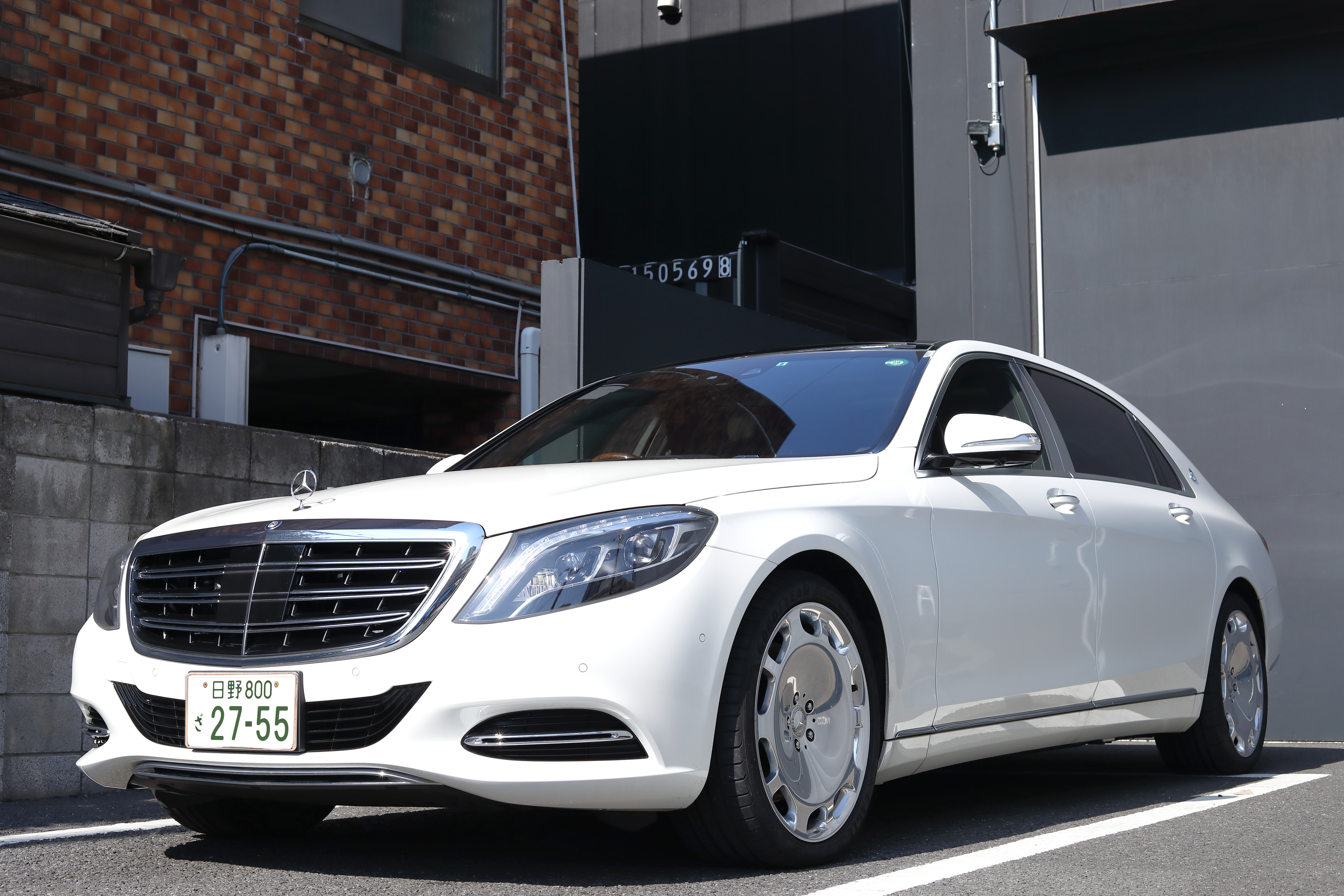
S 550 vor der Modellpflege
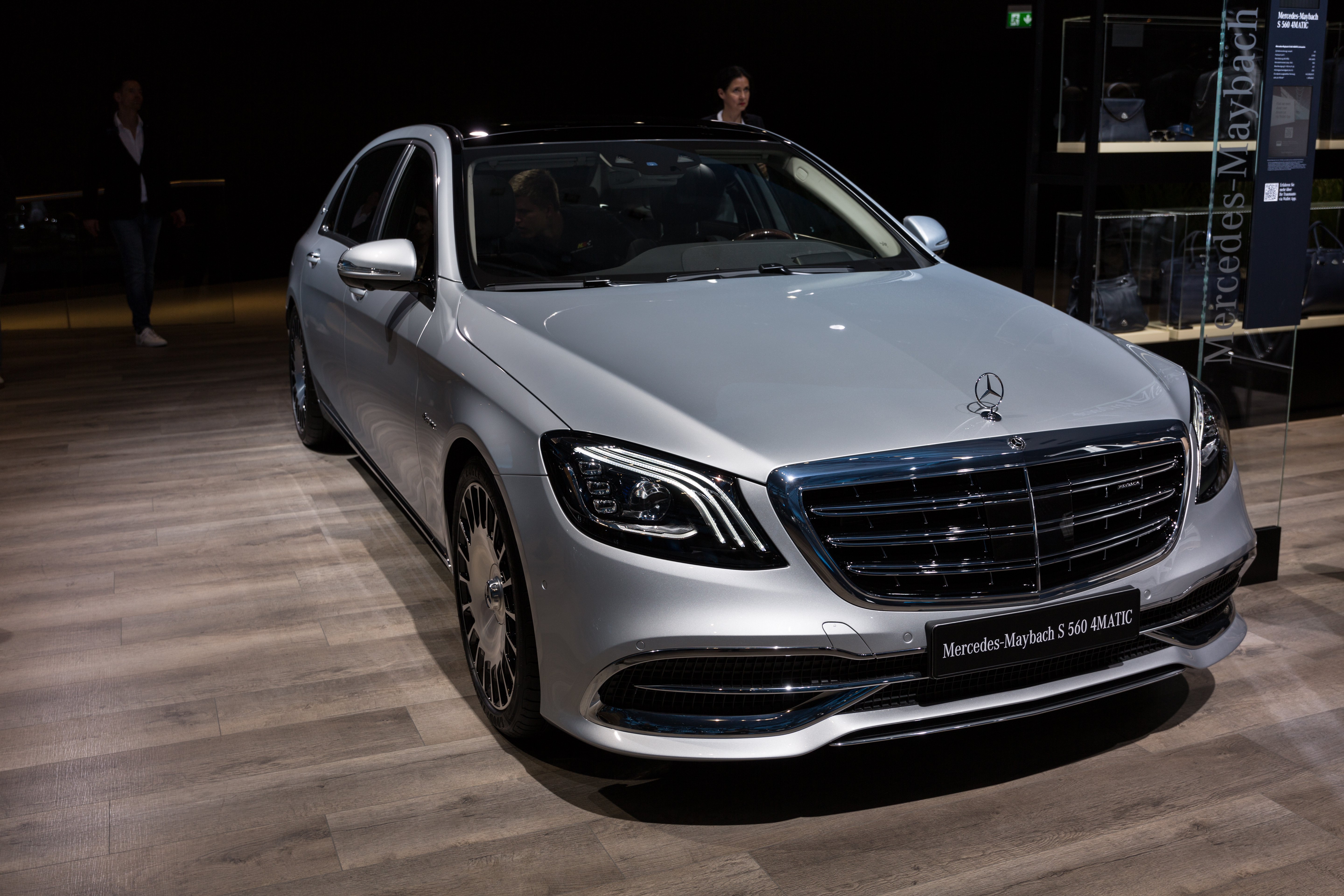
Front des S 560 4MATIC nach der ersten Modellpflege
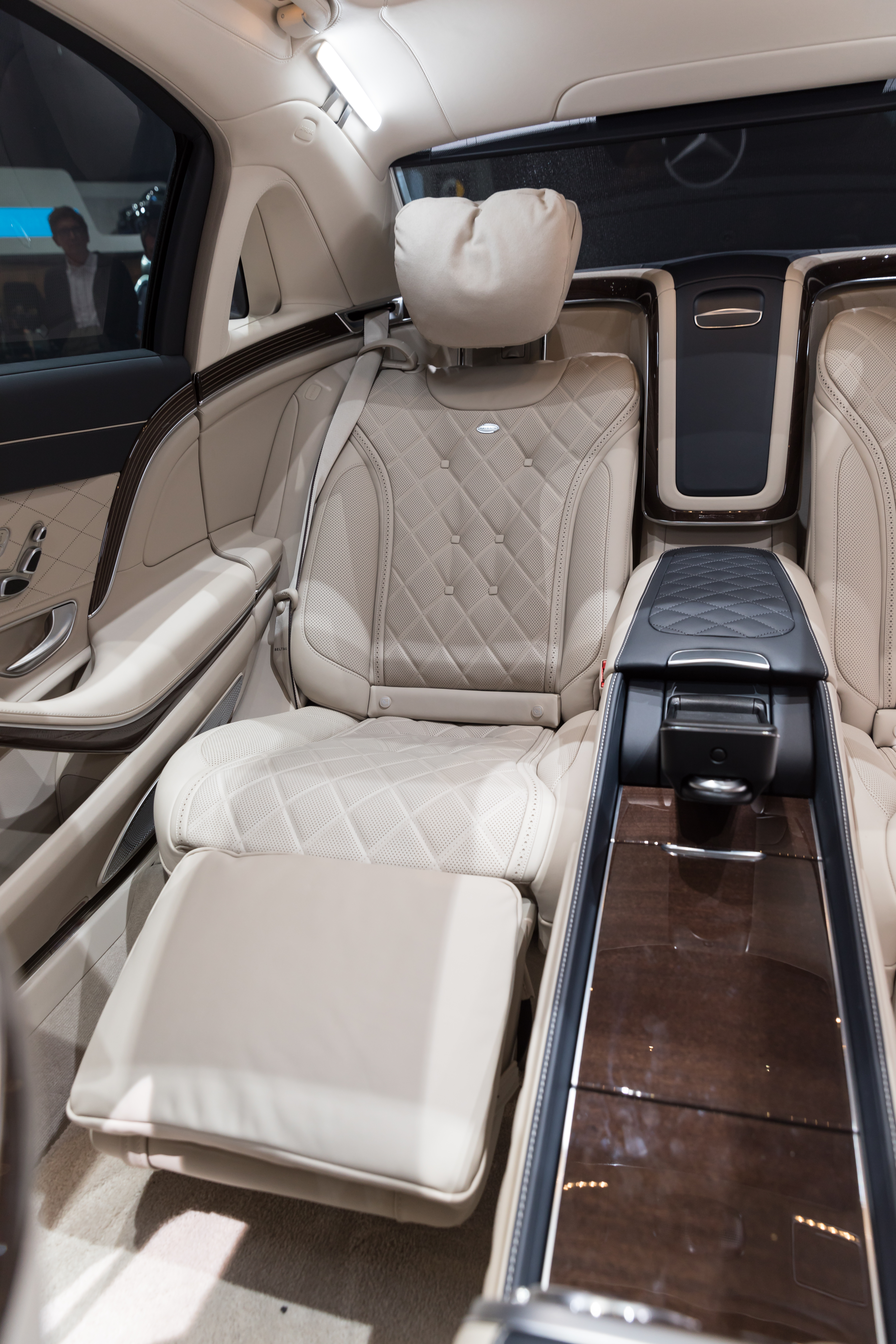
Sitz im Fond des S 650

### Modell 6
Auf dem Pebble Beach Concours d’Elegance im August 2016 wurde das Konzeptfahrzeug Mercedes-Maybach 6 vorgestellt. Der 5,70 Meter lange Zweitürer zeigte ein mögliches Maybach-Coupé, das als Alternative zu den Modellen Wraith und Phantom Coupé von Rolls-Royce auf den Markt hätte kommen können. Den Antrieb in der Studie übernehmen vier Elektromotoren, die alle vier Räder antreiben und eine Gesamtleistung von 550 kW (750 PS) erreichen. Die flachen Batterien, die mit 80 kWh Kapazität eine Reichweite von 500 km ermöglichen, sind trotz der geringen Fahrzeughöhe von 1,30 m am Boden des Fahrzeugs platziert. Beim Laden mit Gleichstrom von bis zu 350 kW soll es möglich sein, in fünf Minuten Energie für etwa 100 km dazu zu laden.
Das Fahrzeug besitzt ein Head-up-Display über die gesamte Frontscheibe, elektronische Außenspiegel und an den Sitzen auch Sensoren, die die Information der Kleidungsfarbe der Insassen an eine Elektronik zur Erzeugung entsprechender Lichtstimmungen übermitteln. Der Viersitzer beschleunigt auf 100 km/h in unter vier Sekunden und erreicht eine Höchstgeschwindigkeit von 250 km/h. Bereits 2005 hatte die Maybach-Manufaktur mit dem Exelero ein vergleichbares Luxus-Coupé mit Ottomotor präsentiert; von 2010 bis 2011 war eine auf 100 limitierte Anzahl von Coupés auf Basis des Maybach 57 S ähnlicher Größe erhältlich, die von Xenatec gefertigt wurden. Ihre Höchstgeschwindigkeit lag bei 275 km/h.

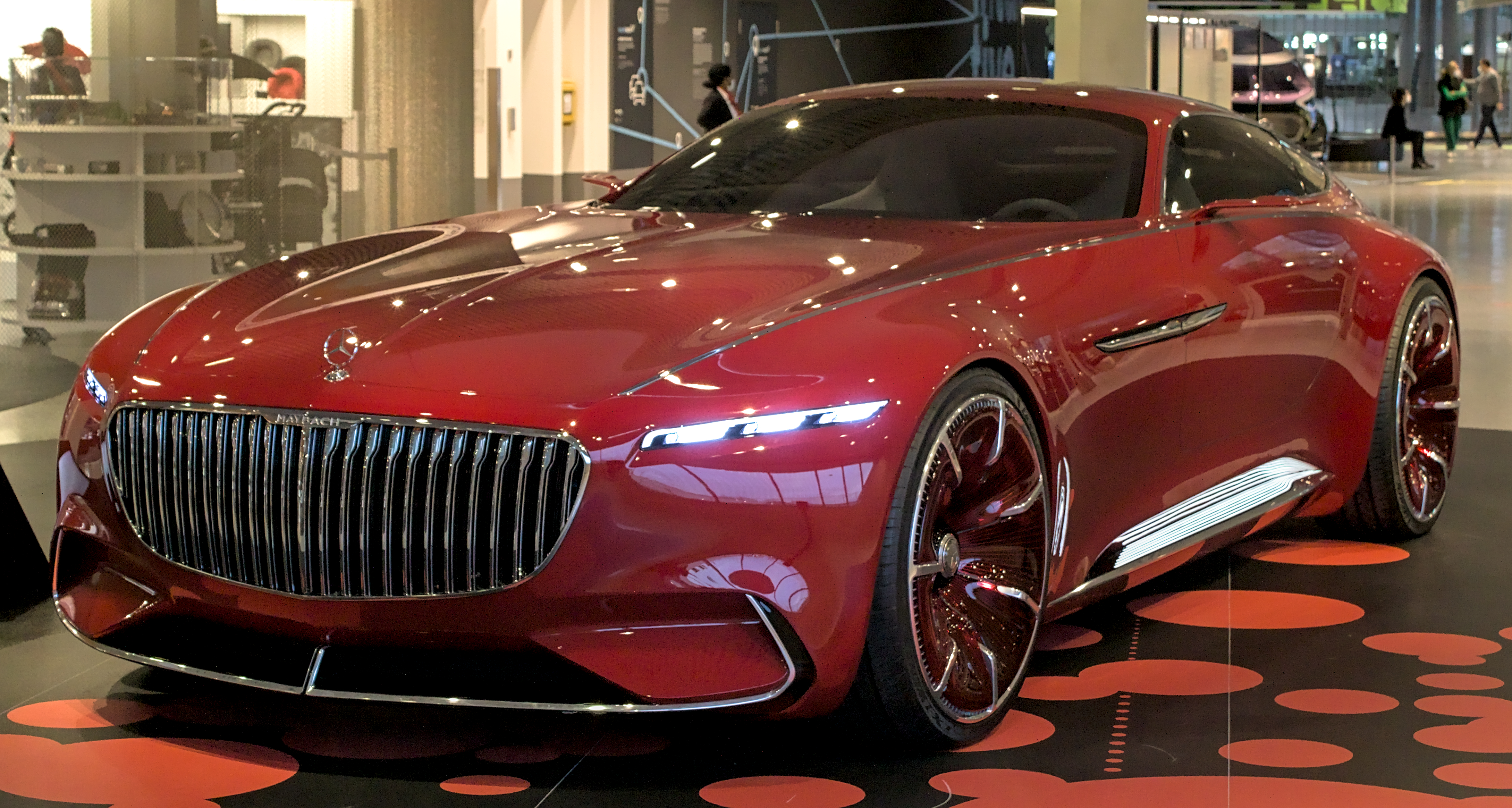
Studie Mercedes-Maybach 6 (2016)
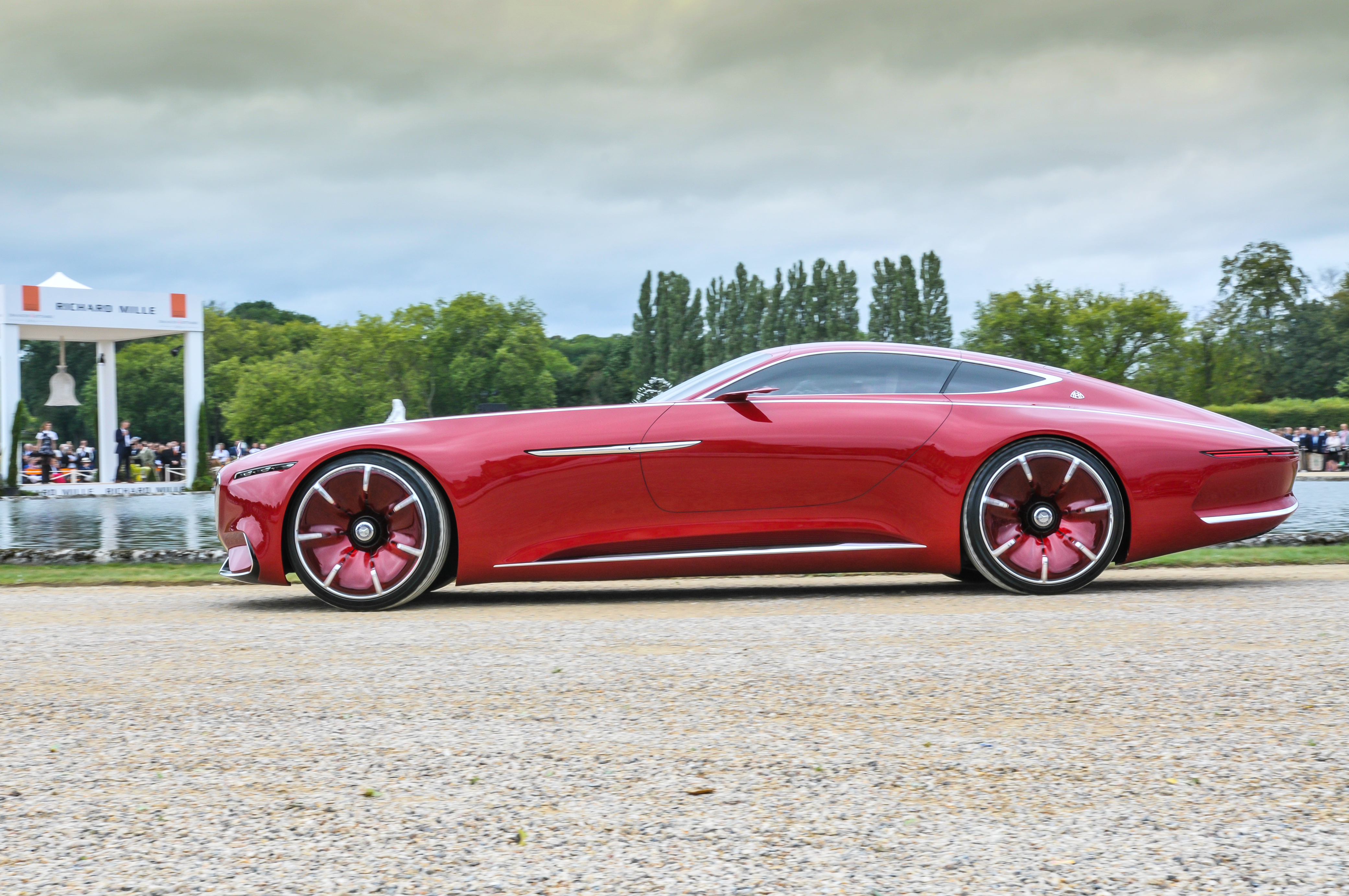
Studie Mercedes-Maybach 6 (2016)

2017 präsentierte Mercedes-Maybach ebenfalls in Pebble Beach das Mercedes-Maybach 6 Cabriolet. Dieses Konzeptfahrzeug übernahm den Antrieb und die Abmessungen (es ist lediglich 1,2 cm höher) aus dem Coupé, verfügt jedoch nur über zwei Sitzplätze. Beide Versionen verfügen über 24-Zoll-Räder und innen einen Holzboden als Teil des Yachting-Looks. Im Cabrio-Verdeck sind Roségold-Fäden eingewebt.

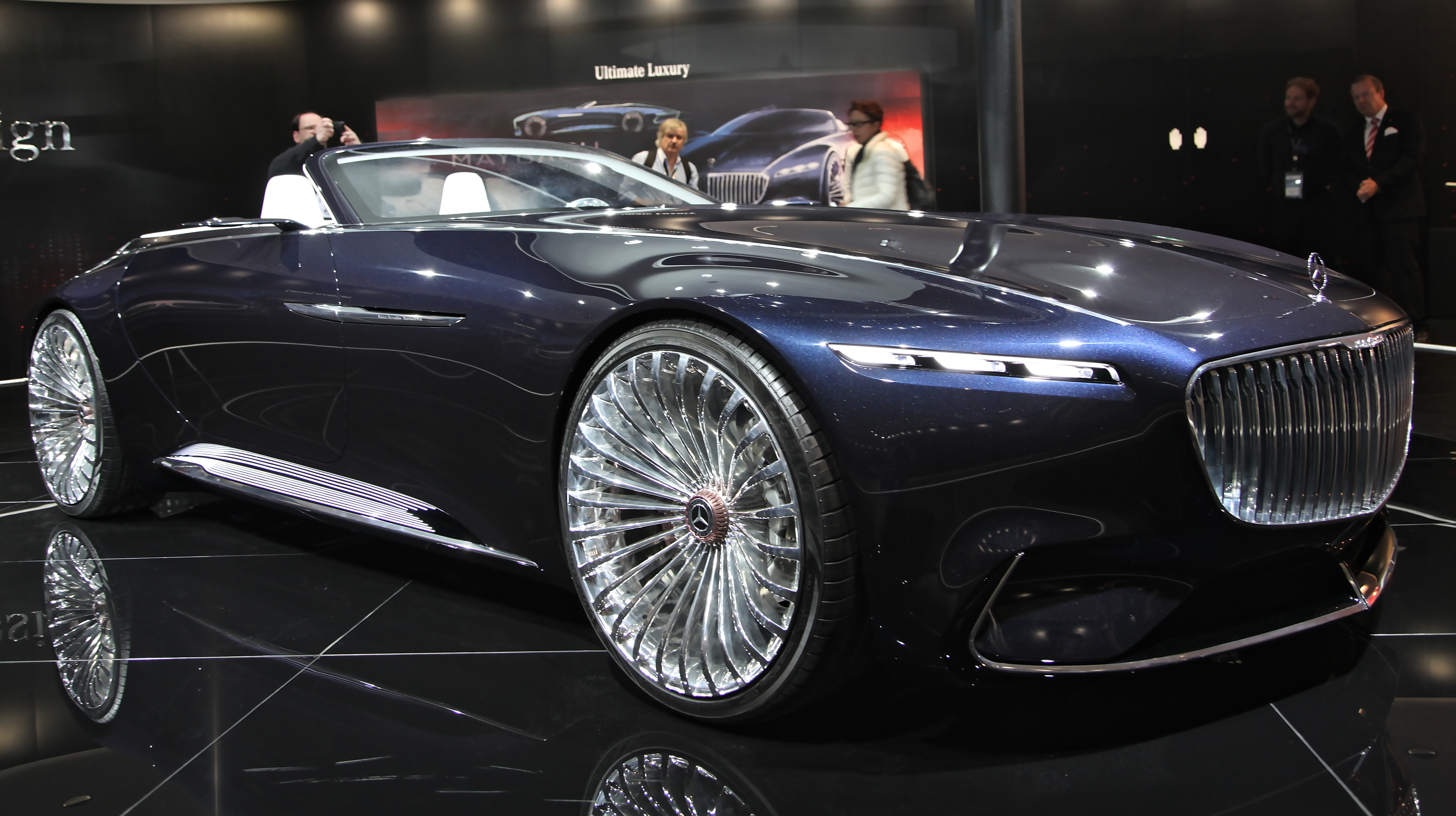
Studie Mercedes-Maybach 6 Cabriolet (2017)
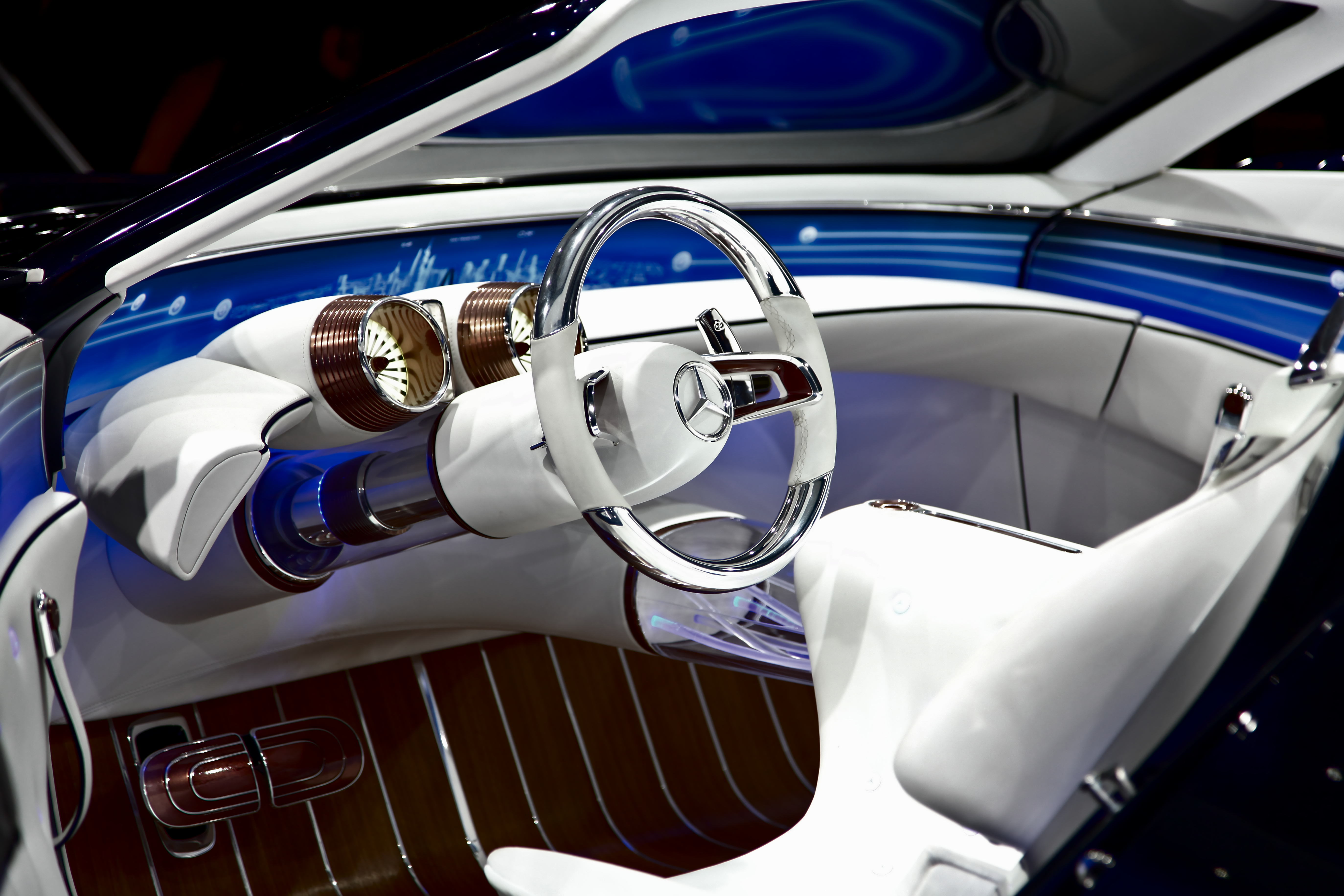
Innenansicht

### G-Klasse
Auf dem 87. Genfer Auto-Salon im März 2017 wurde das 5,35 Meter lange Mercedes-Maybach G 650 Landaulet vorgestellt. Es basiert auf dem G 500 4x42, hat jedoch den Antrieb des 463 kW (630 PS) starken G 65 AMG, der das 3,3 Tonnen schwere Landaulet in unter sechs Sekunden auf 100 km/h beschleunigt; die Höchstgeschwindigkeit ist auf 180 km/h begrenzt. Das Fahrzeug sollte auf 99 Stück limitiert sein und ab Herbst 2017 zu einem Preis von 749.700 Euro in den Handel kommen.

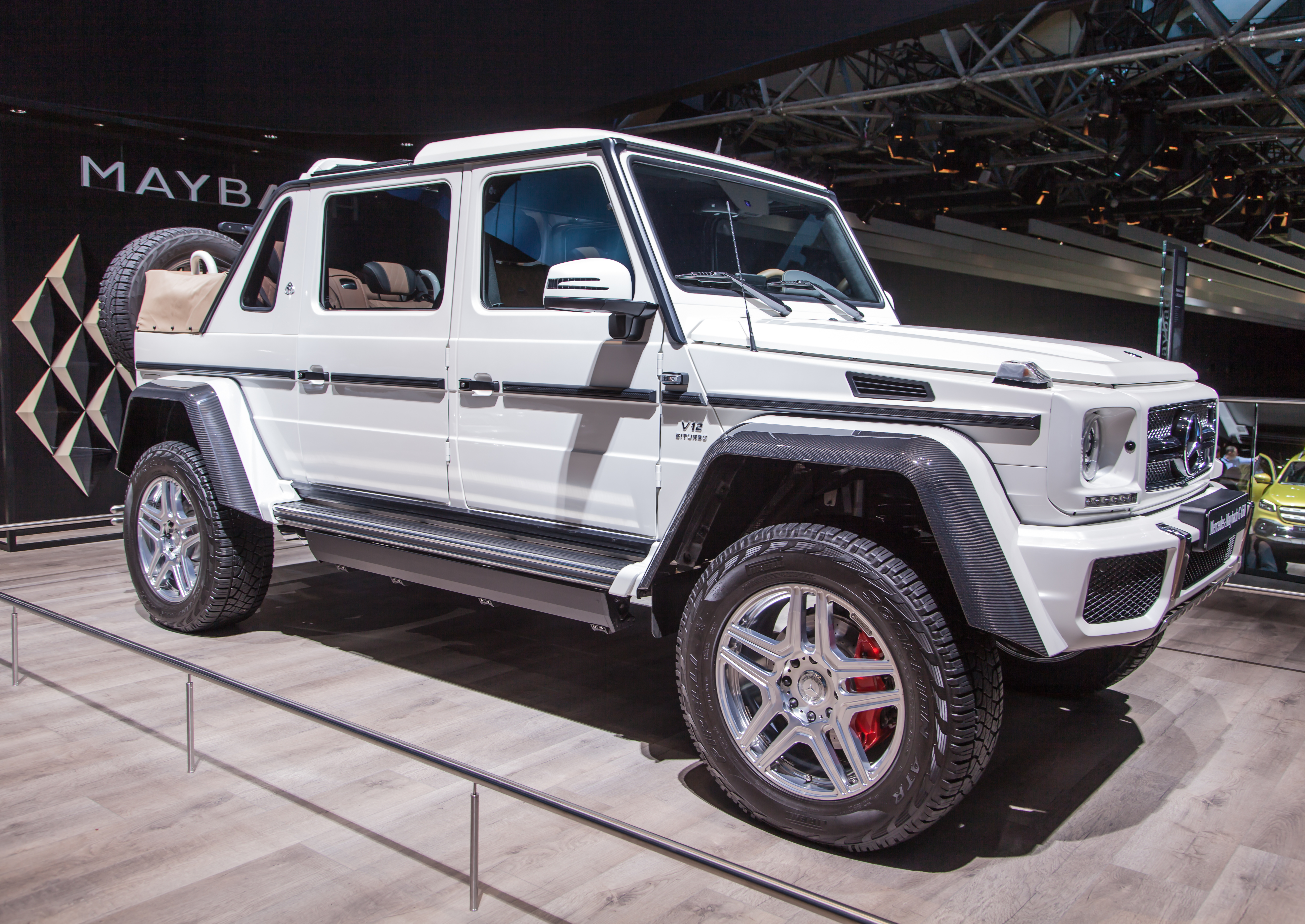
G 650 Landaulet (2017)
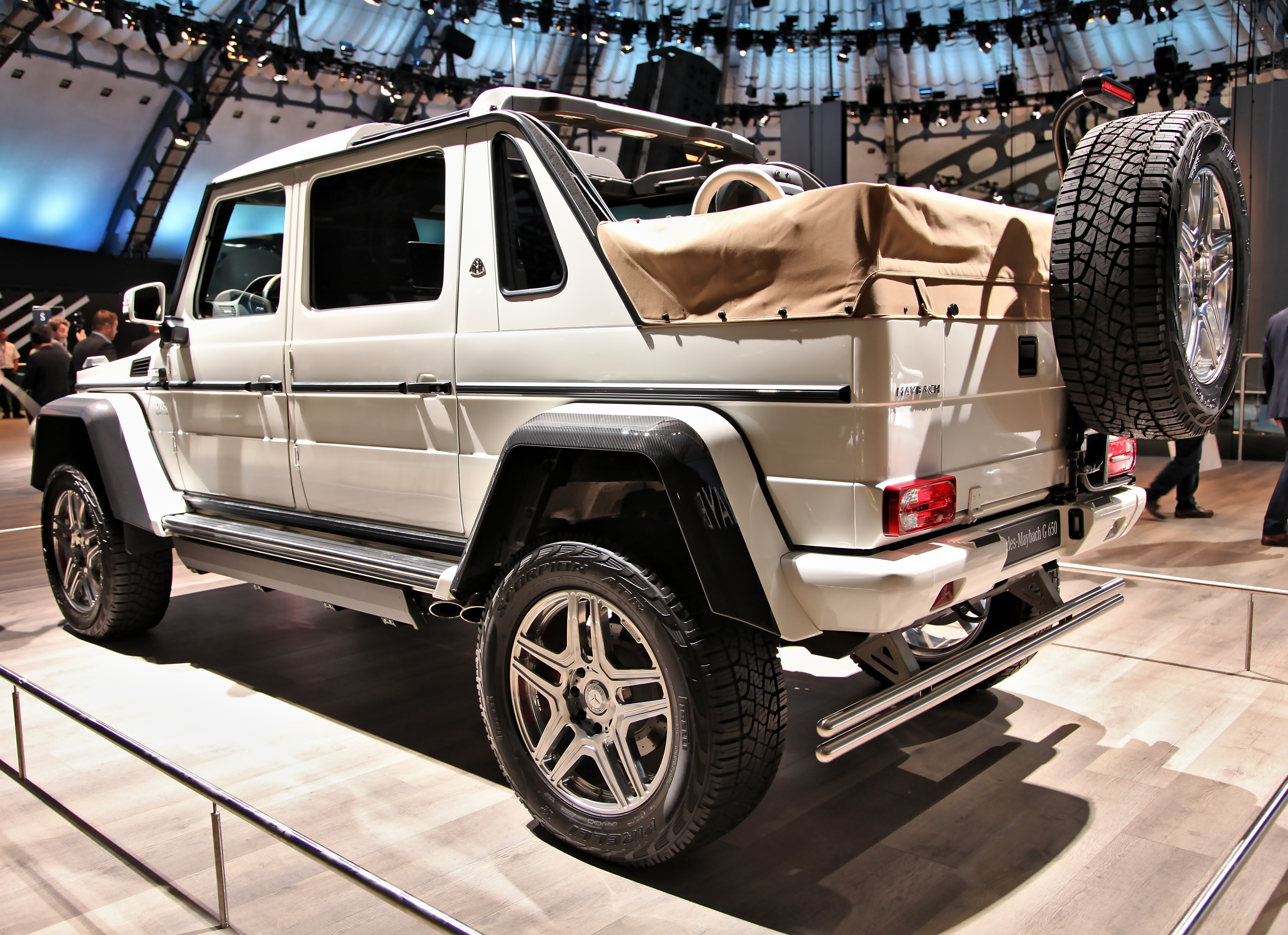
Heckansicht

### Ultimate Luxury
Auf der Beijing Auto Show im April 2018 wurde das Konzeptfahrzeug Mercedes-Maybach Ultimate Luxury vorgestellt. Das 5,26 Meter lange Fahrzeug zeigt eine mögliche SUV-Limousine auf Basis des Mercedes-Benz GLS. Den Antrieb in der Studie übernehmen wie im Mercedes-Maybach 6 vier Elektromotoren, die alle vier Räder antreiben und eine Gesamtleistung von 550 kW (750 PS) erreichen; ebenso sind die Batteriekapazität von 80 kWh und die Reichweite von 500 km identisch. Der Viersitzer erreicht eine Höchstgeschwindigkeit von 250 km/h.

### GLS (X 167)
Am 21. November 2019 wurde auf der Guangzhou Auto Show eine Maybach-Variante des SUV der Baureihe X 167 vorgestellt. Das als Mercedes-Maybach GLS 600 vermarktete Fahrzeug wird von einem Vierliter-V8-Ottomotor angetrieben und kam in der zweiten Jahreshälfte 2020 auf den Markt.

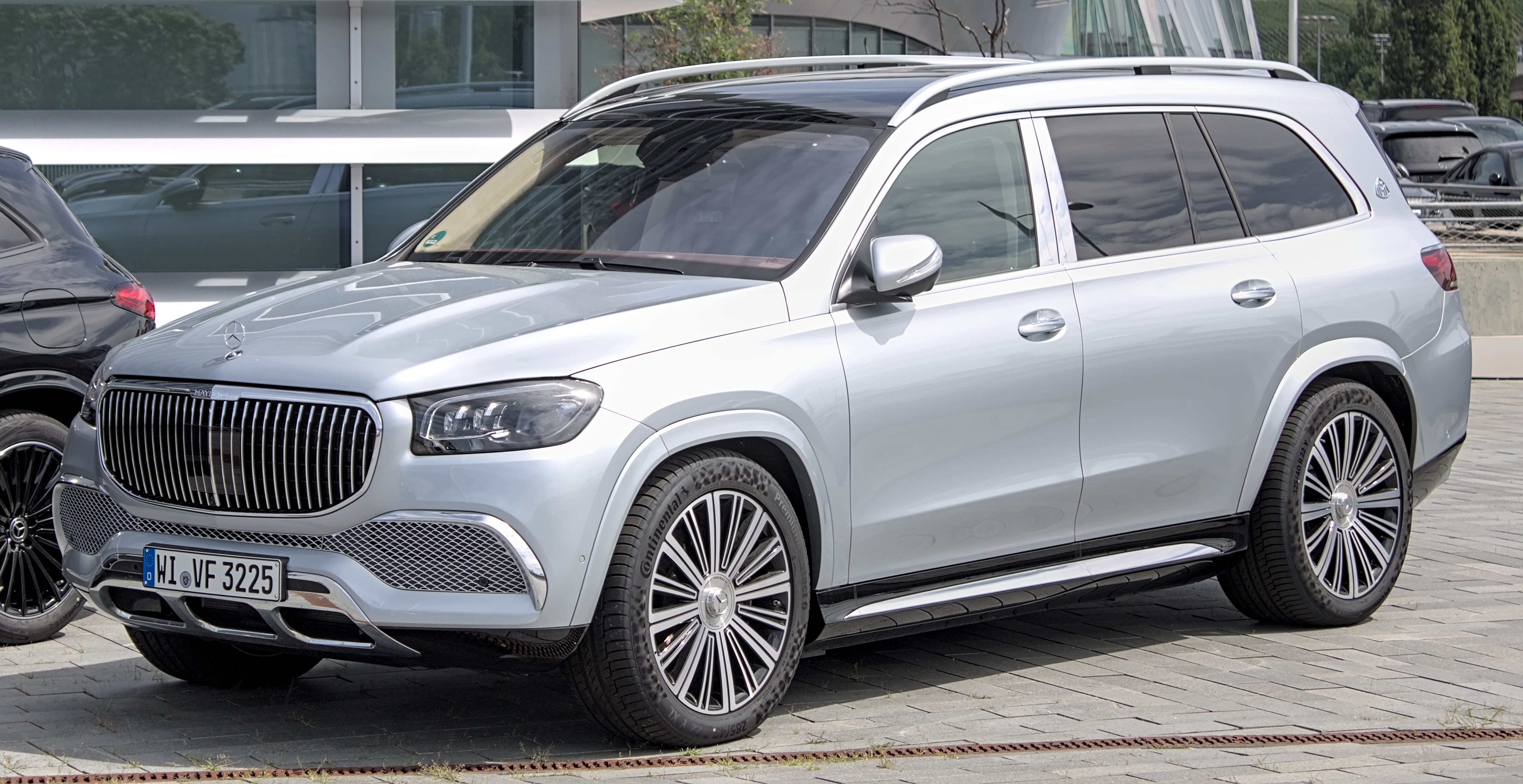
Mercedes-Maybach GLS 600 (2020–2023)
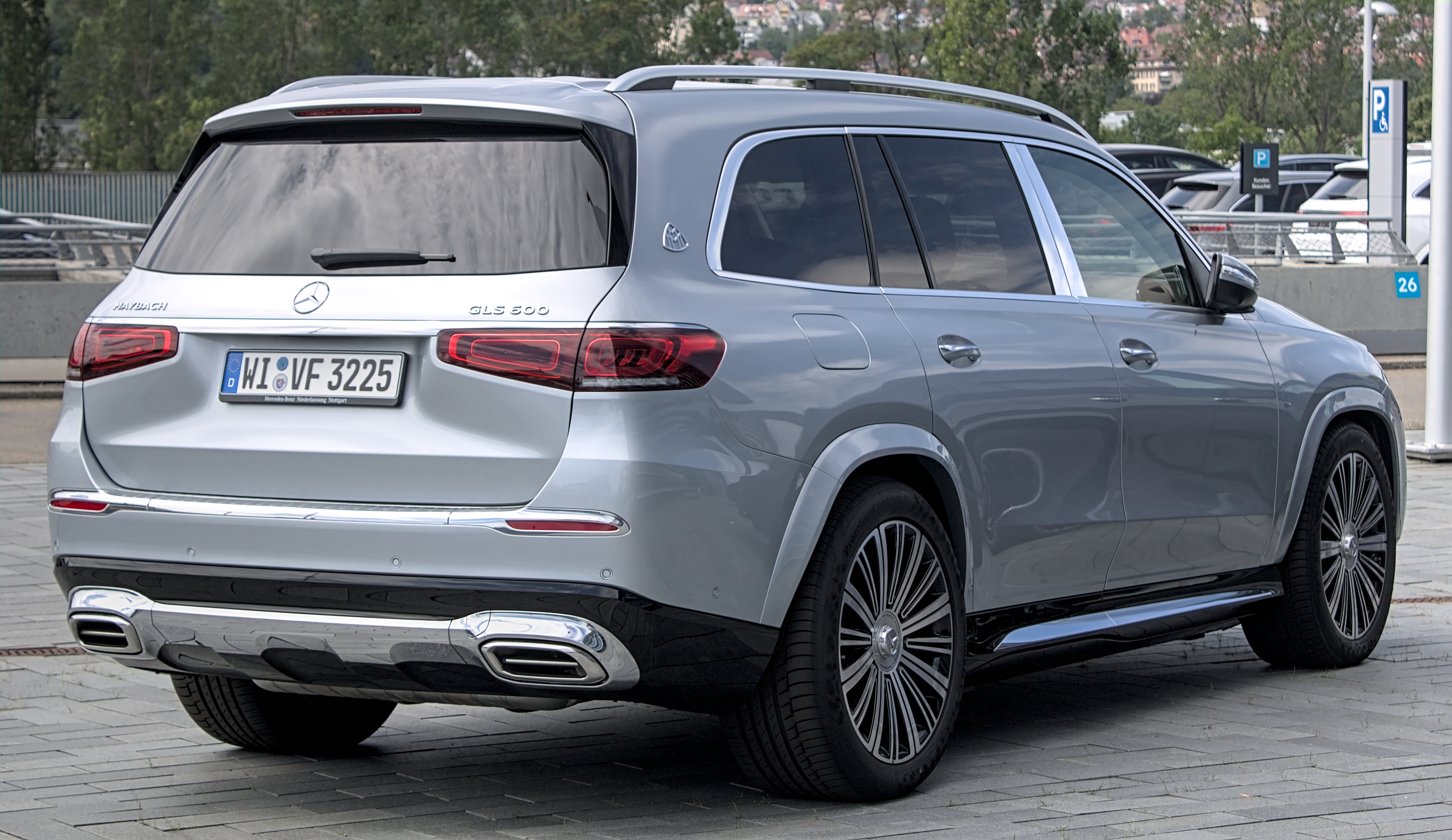
Heckansicht
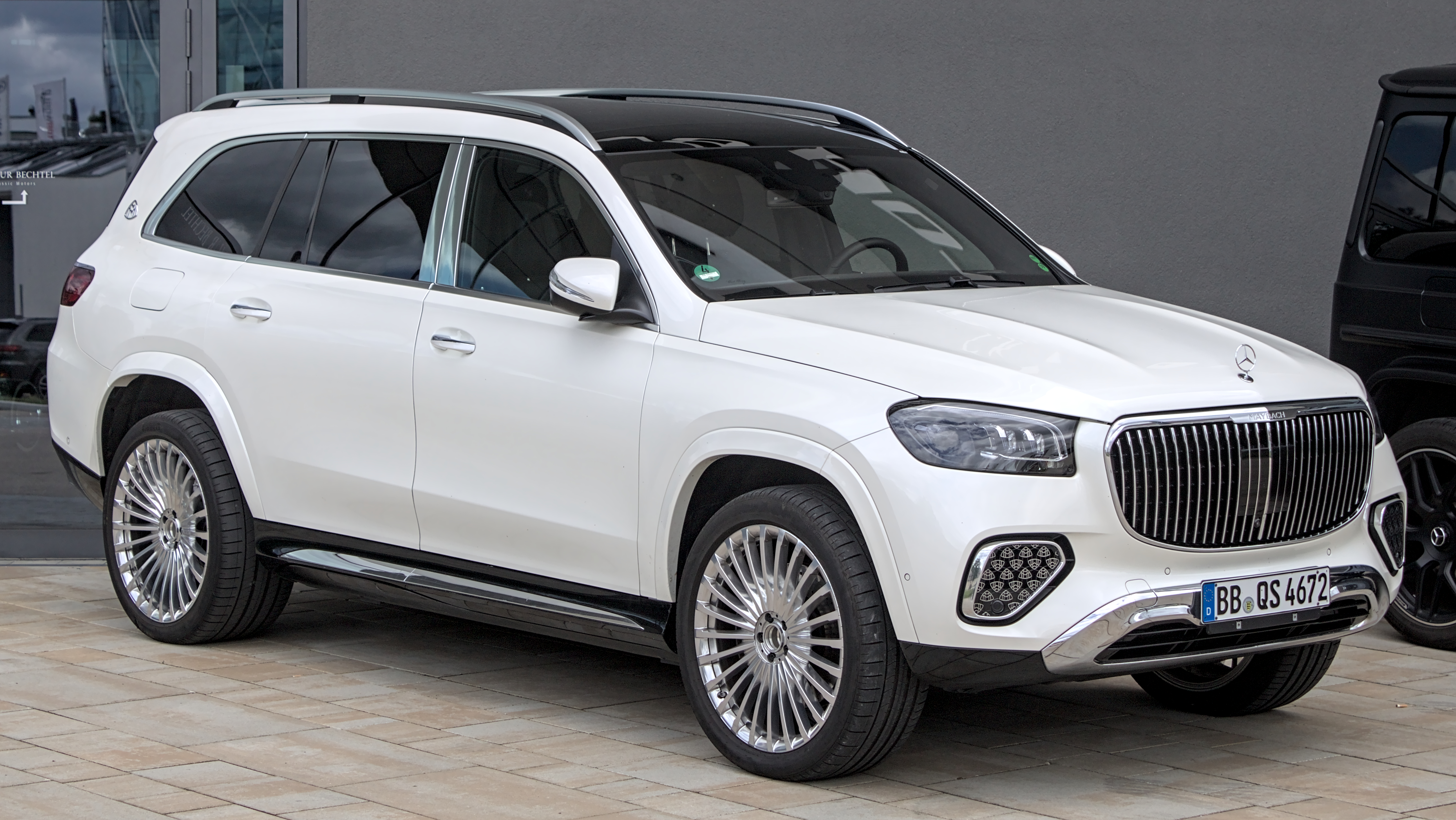
Mercedes-Maybach GLS 600 (seit 2023)
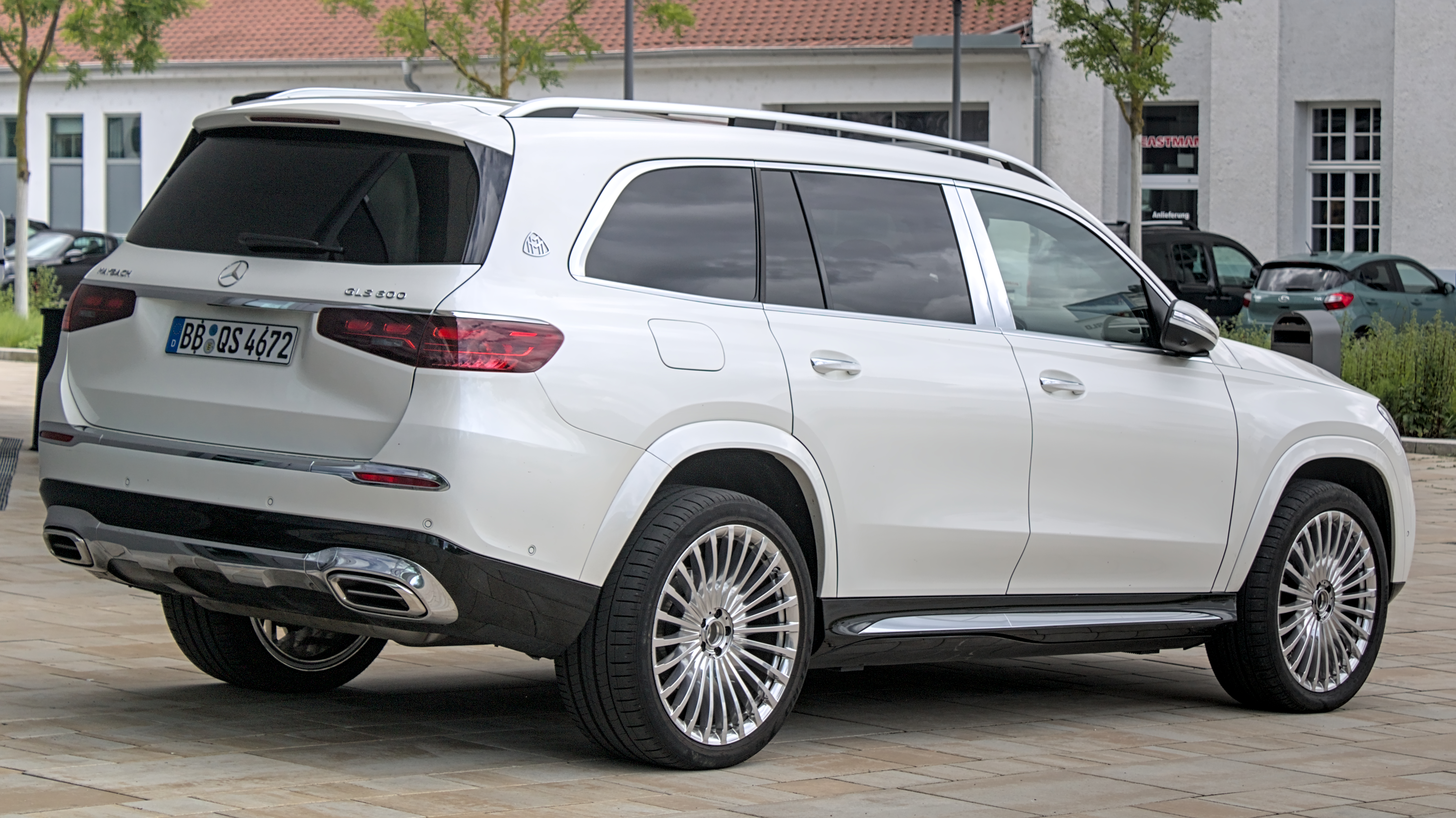
Heckansicht

### S-Klasse (Z 223)
Auf Basis der Mercedes-Benz S-Klasse (Baureihe 223) wurde die Maybach-Version (Z 223) im November 2020 vorgestellt. Der Verkauf startete als S 580 und S 680 im Mai 2021. Letzterer hat einen Sechsliter-V12-Ottomotor mit 450 kW (612 PS). Im Februar 2023 wurde die Baureihe auch als Plug-in-Hybrid S 580 e vorgestellt.

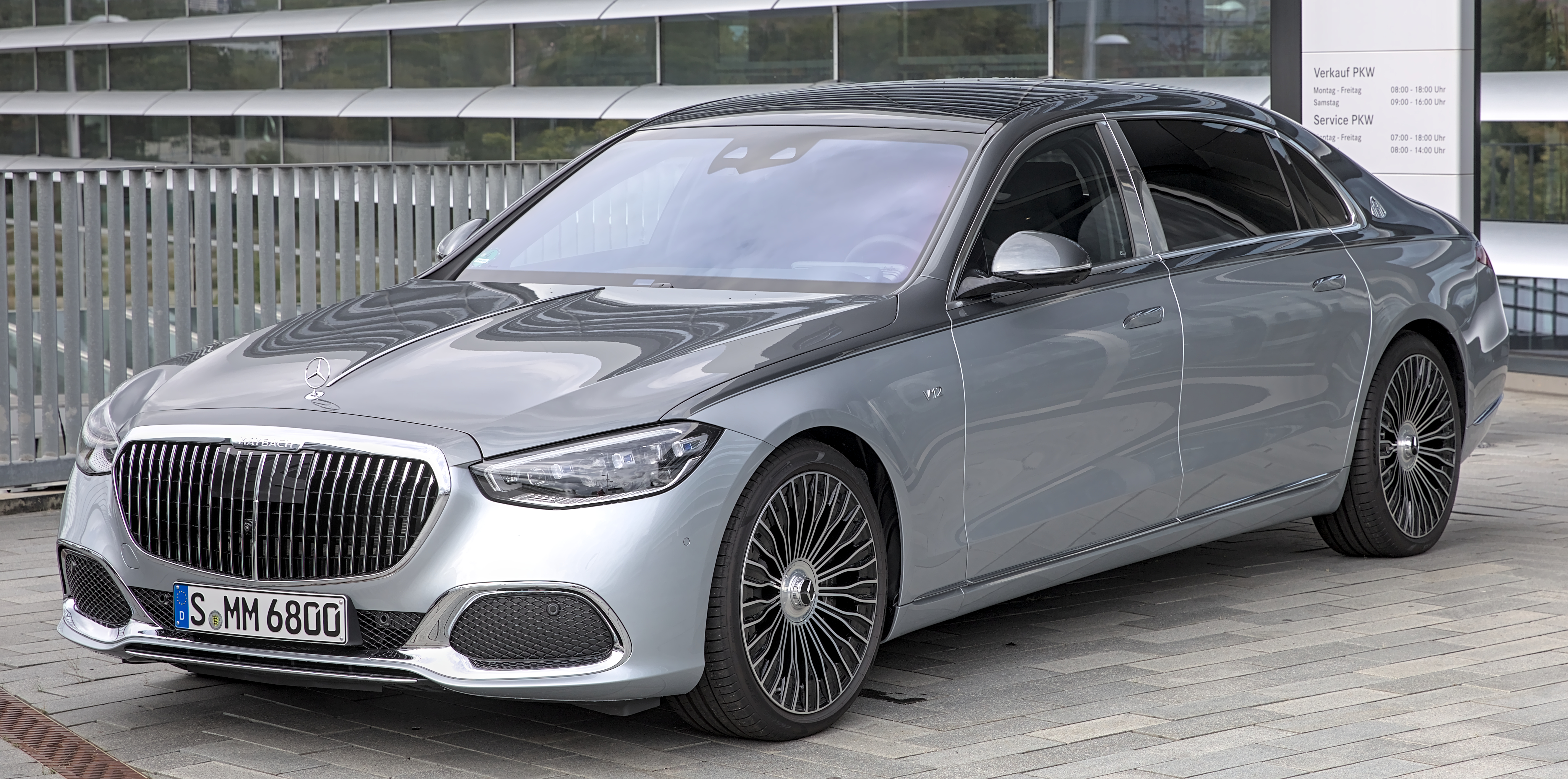
Z 223 (seit 2021)
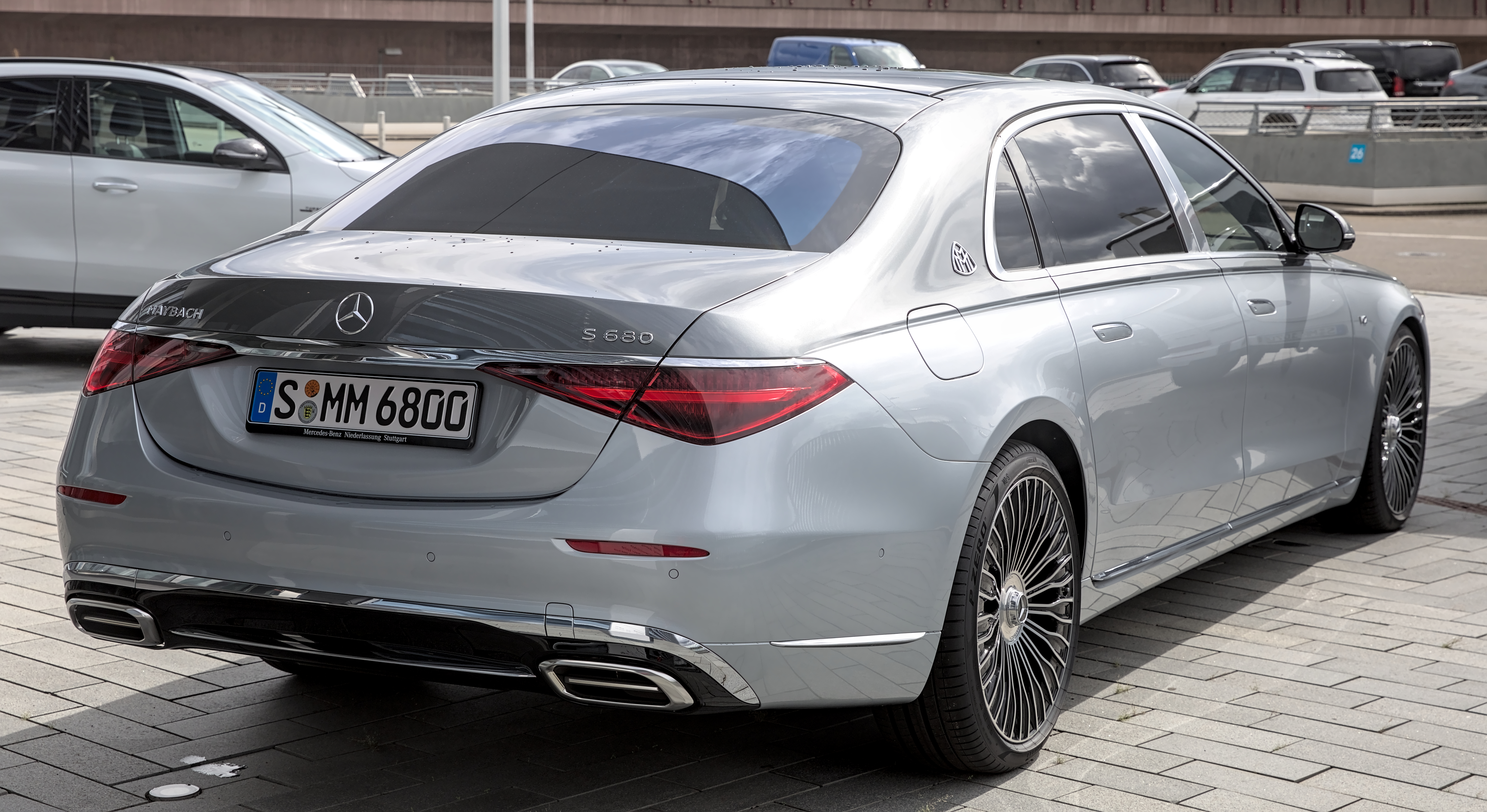
Heckansicht
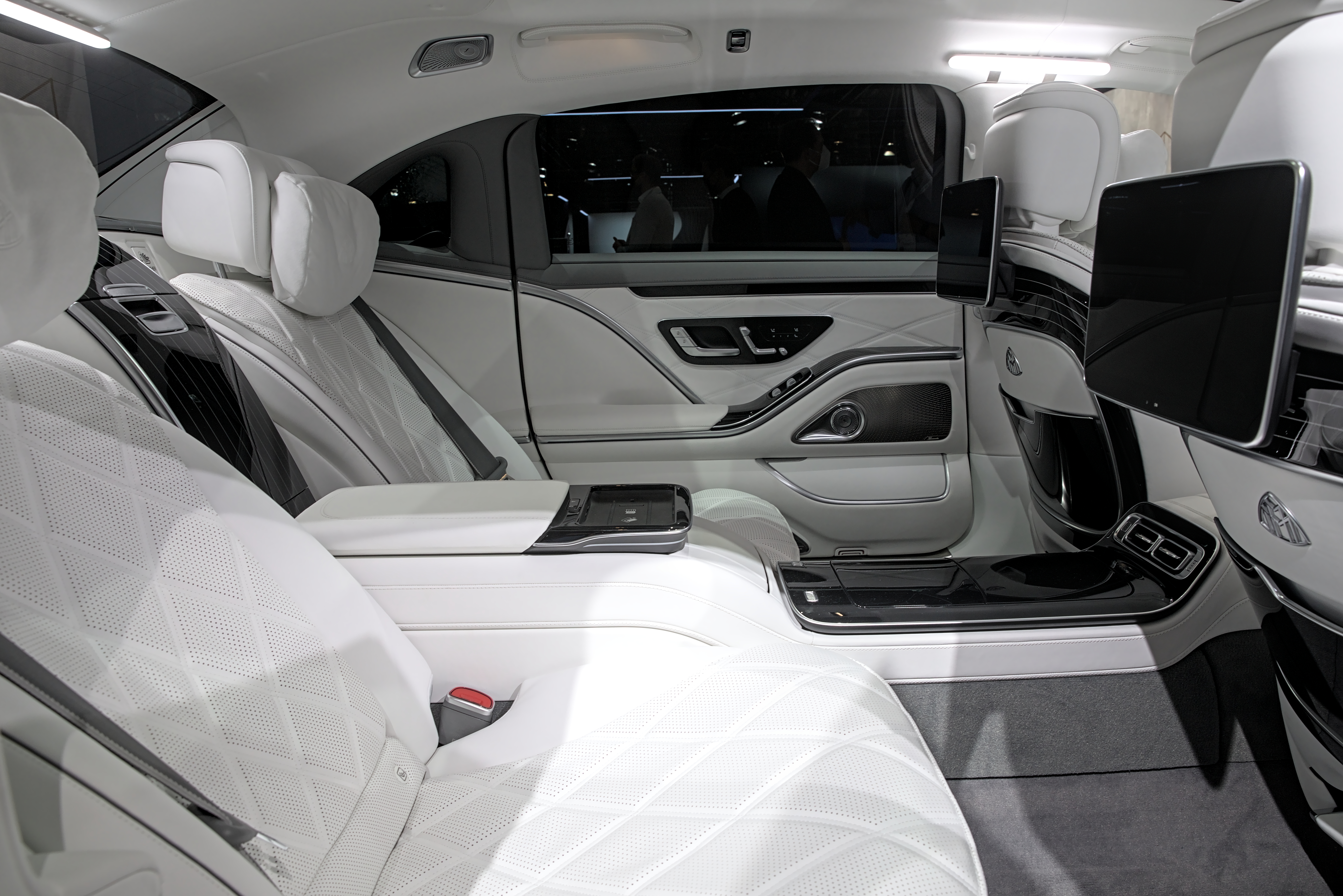
Innenansicht – Fond

### Concept EQS
Das Concept EQS zeigt einen ersten Ausblick auf das erste Elektroauto der Submarke.

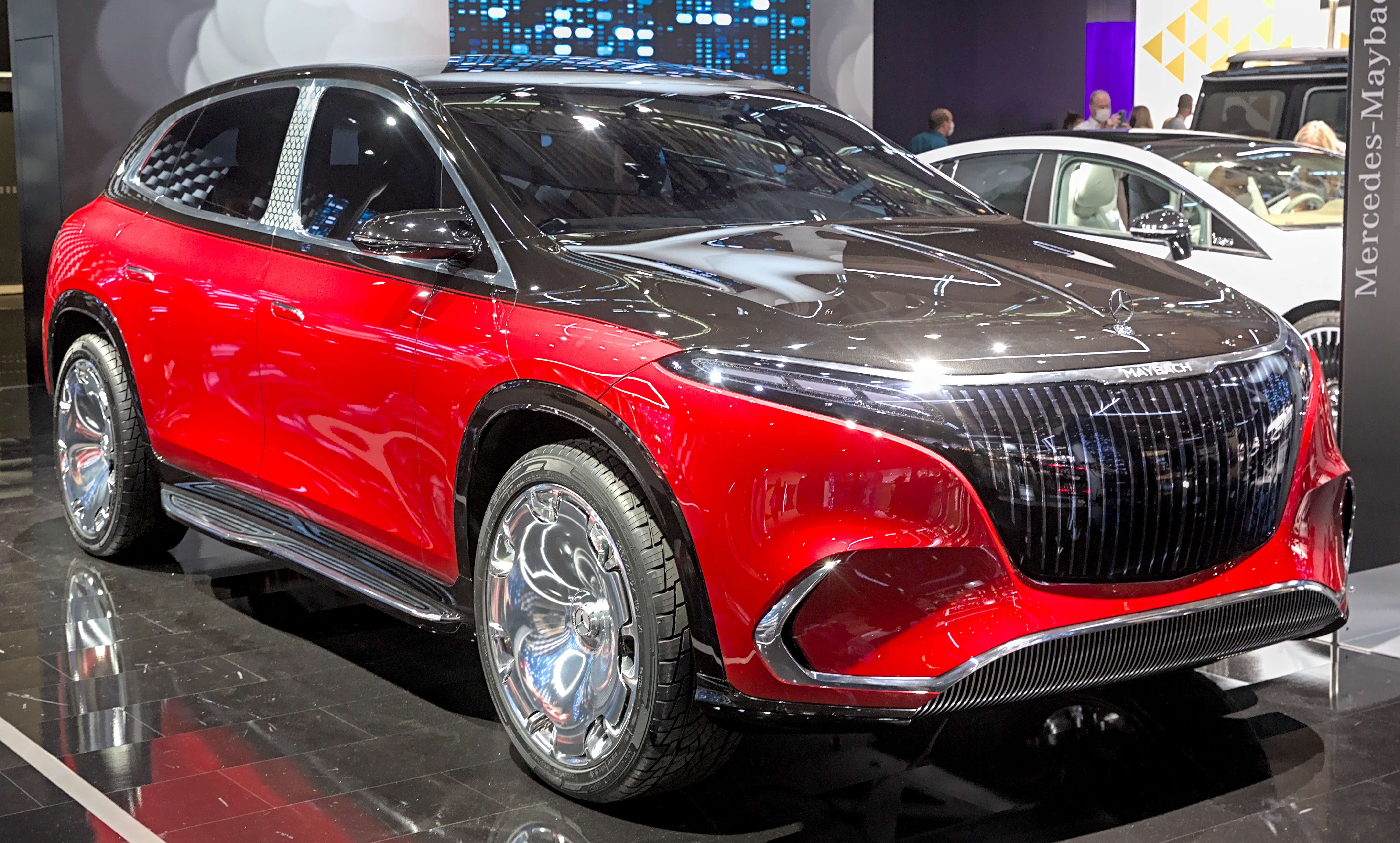
Concept EQS (2021)
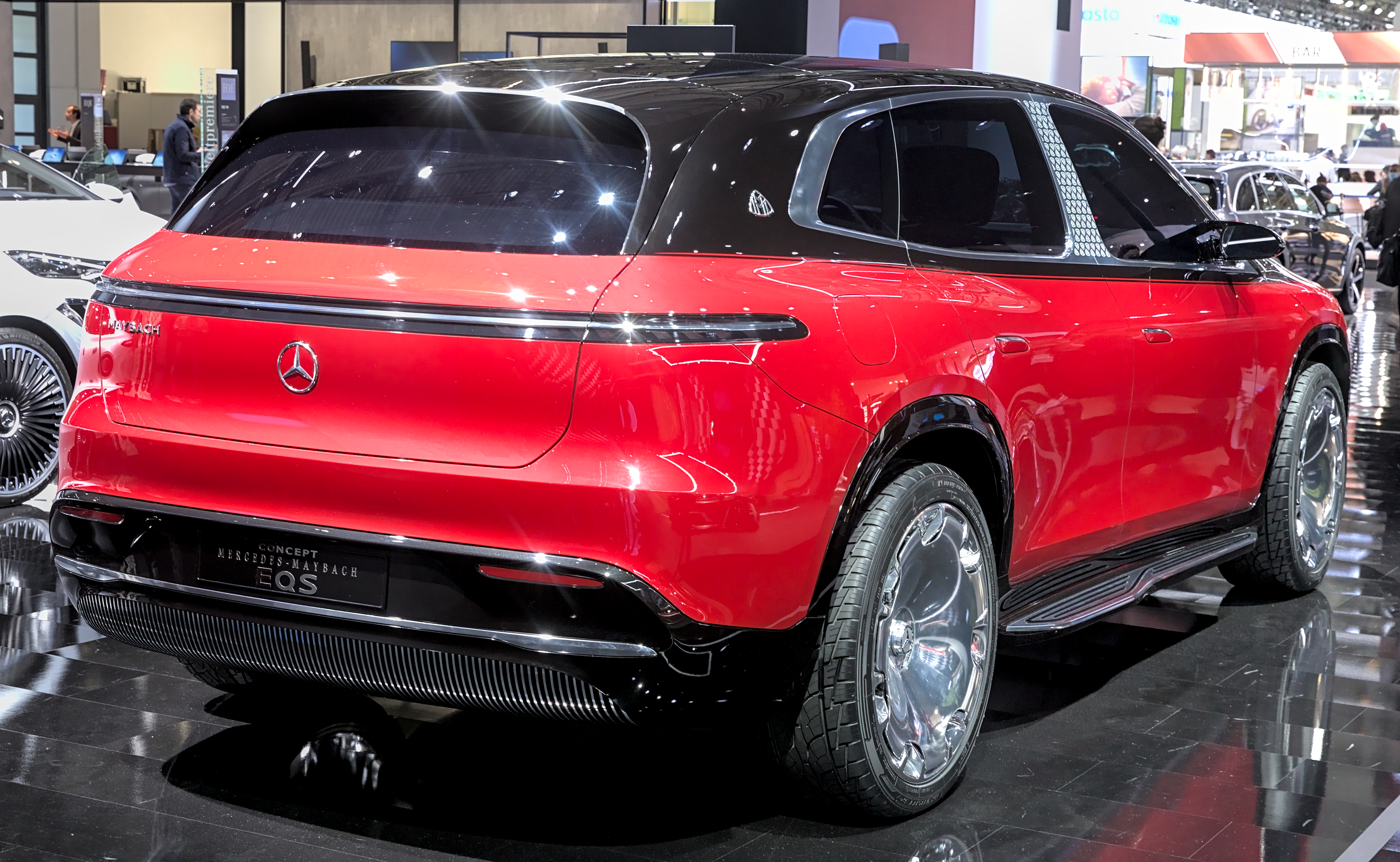
Heckansicht

### Offroad-Concept
Das fast sechs Meter lange Konzeptfahrzeug Offroad-Concept wurde Anfang Dezember 2021 im Rubell Museum in Miami vorgestellt. An der Gestaltung war auch der kurz zuvor verstorbene Designer Virgil Abloh beteiligt.

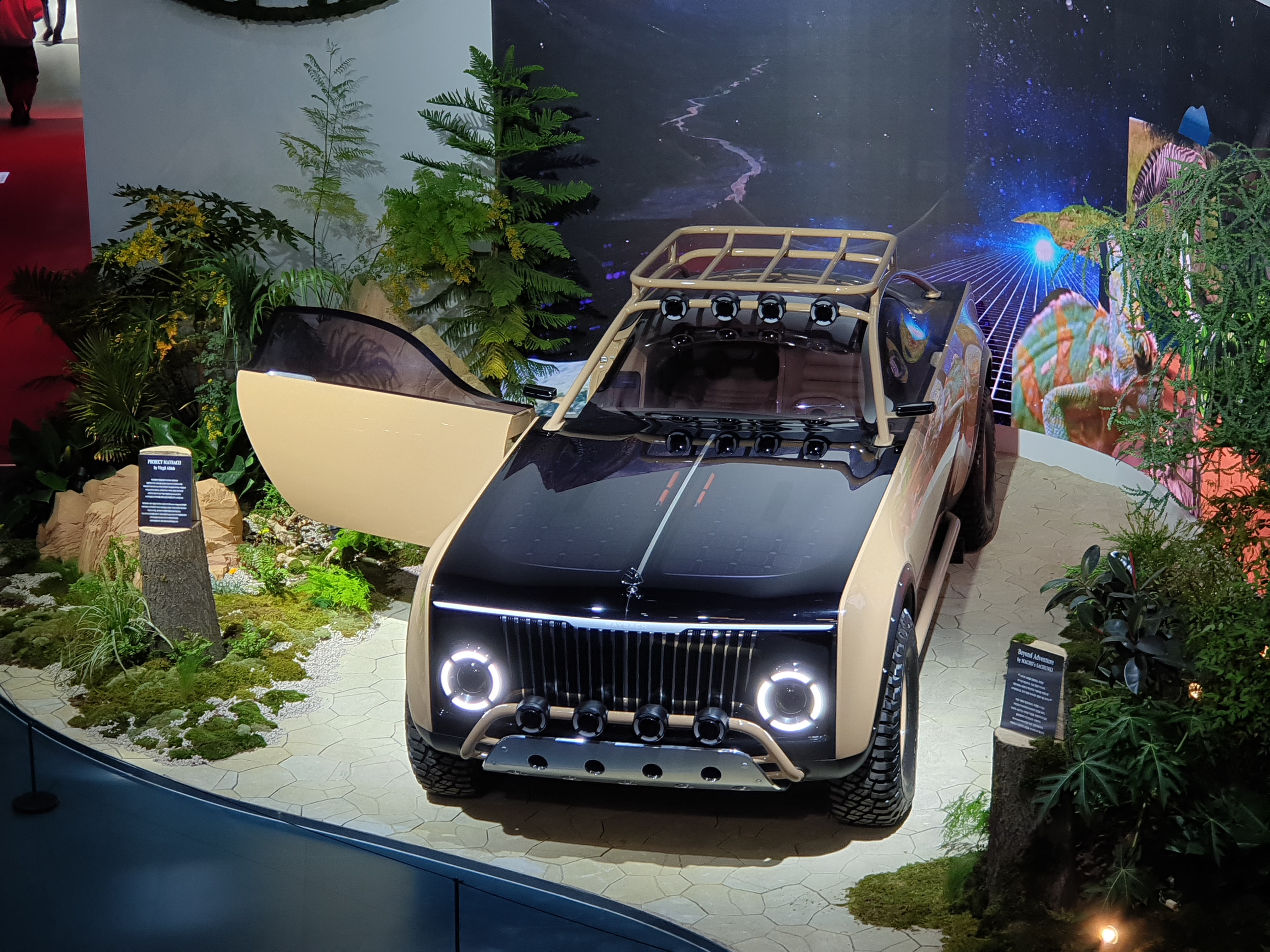
Offroad-Concept (2021)

### EQS SUV (Z 296)
Anlässlich der Shanghai Auto Show wurde im April 2023 der vollelektrische Maybach EQS 680 SUV auf Basis der Baureihe X 296 präsentiert.

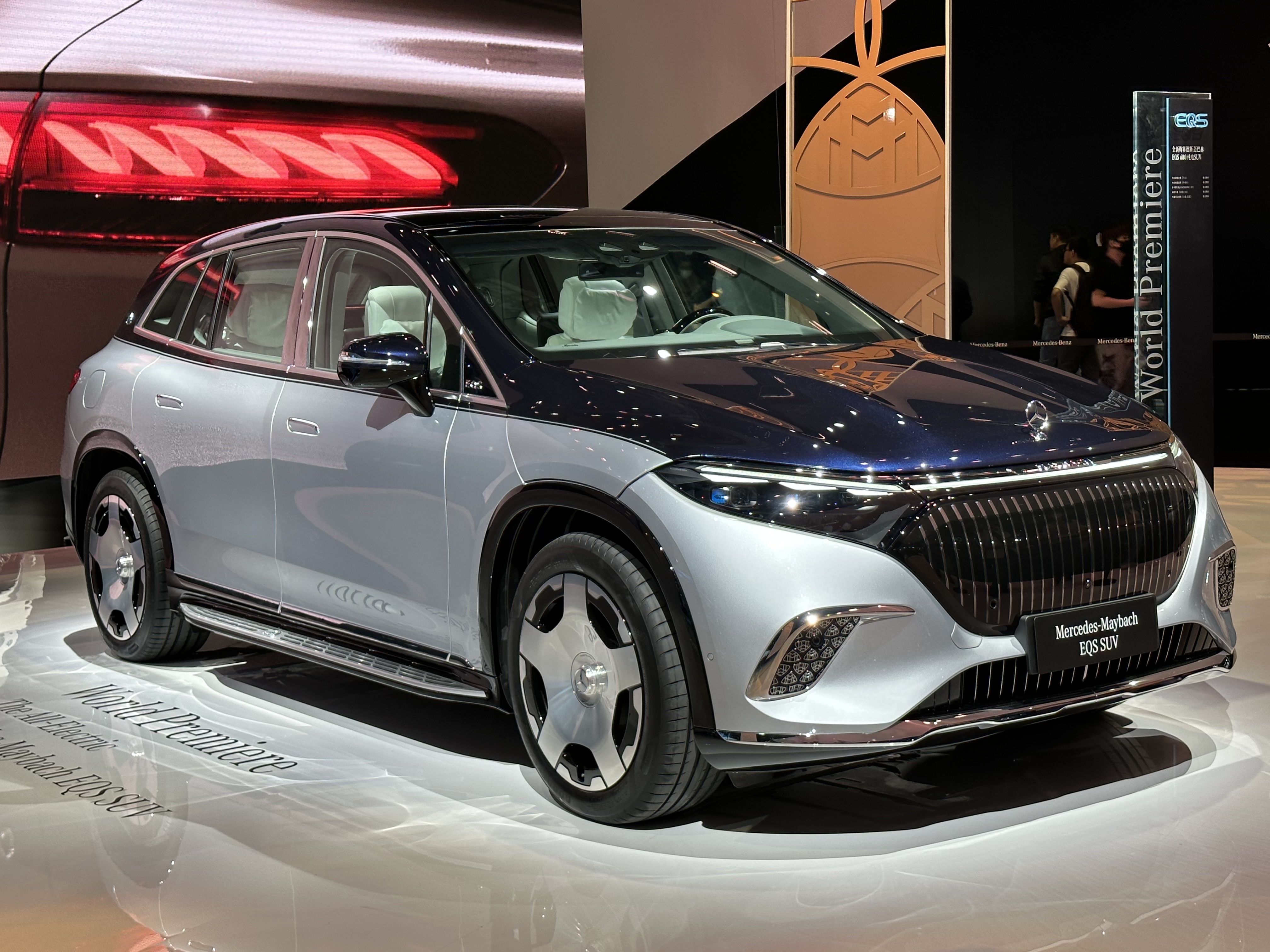
Mercedes-Maybach EQS SUV 680 (seit 2023)
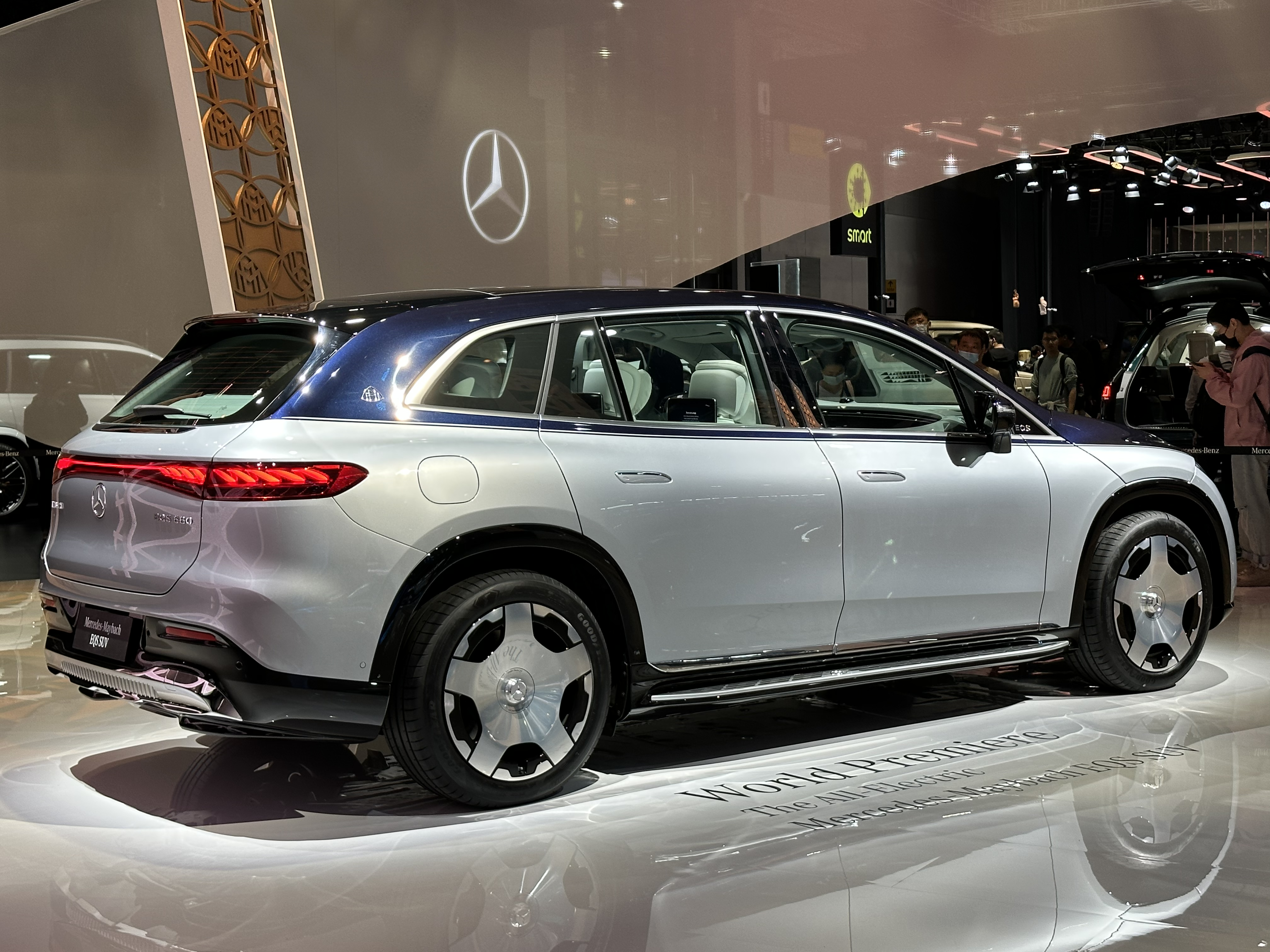
Heckansicht

### SL (R 232)
Auf der Monterey Car Week wurde im August 2024 erstmals ein SL in einer Maybach-Ausführung vorgestellt. Der Maybach SL 680 Monogram Series ist das erste SL-Modell mit dem Mercedes-Stern als Motorhaubenfigur.

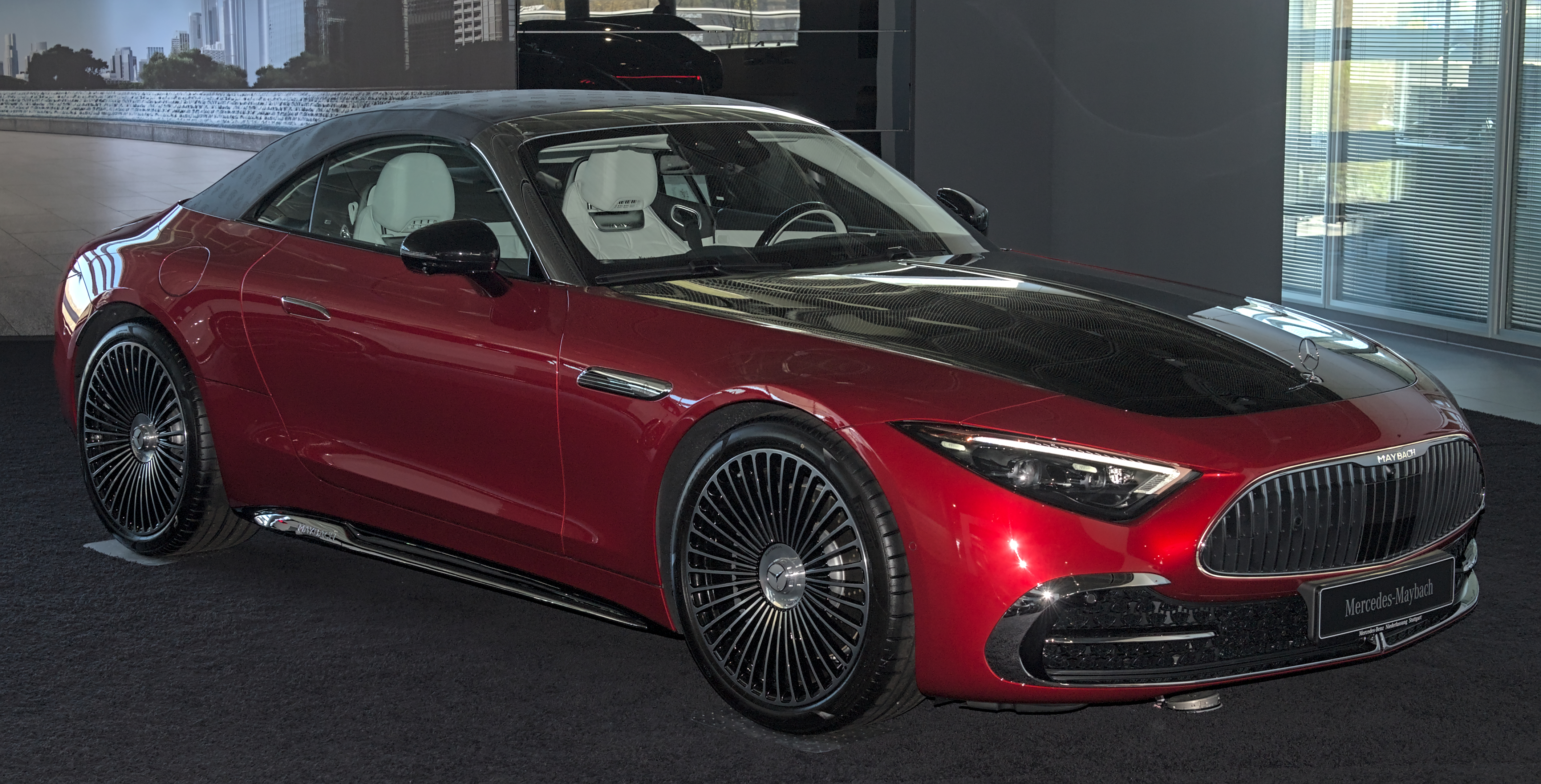
Mercedes-Maybach SL 680 Monogram (seit 2024)
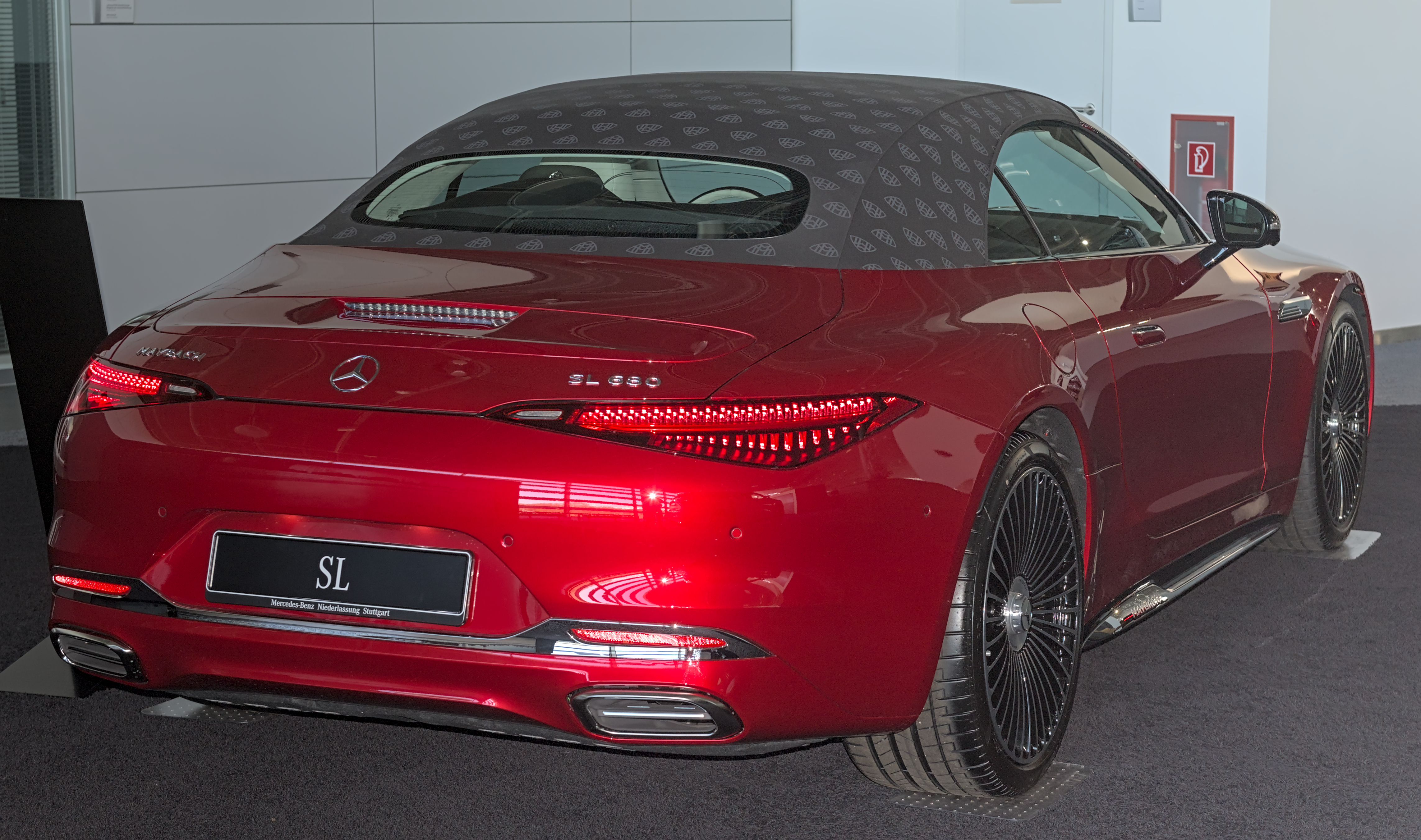
Heckansicht

## Liste der Pkw-Modelle

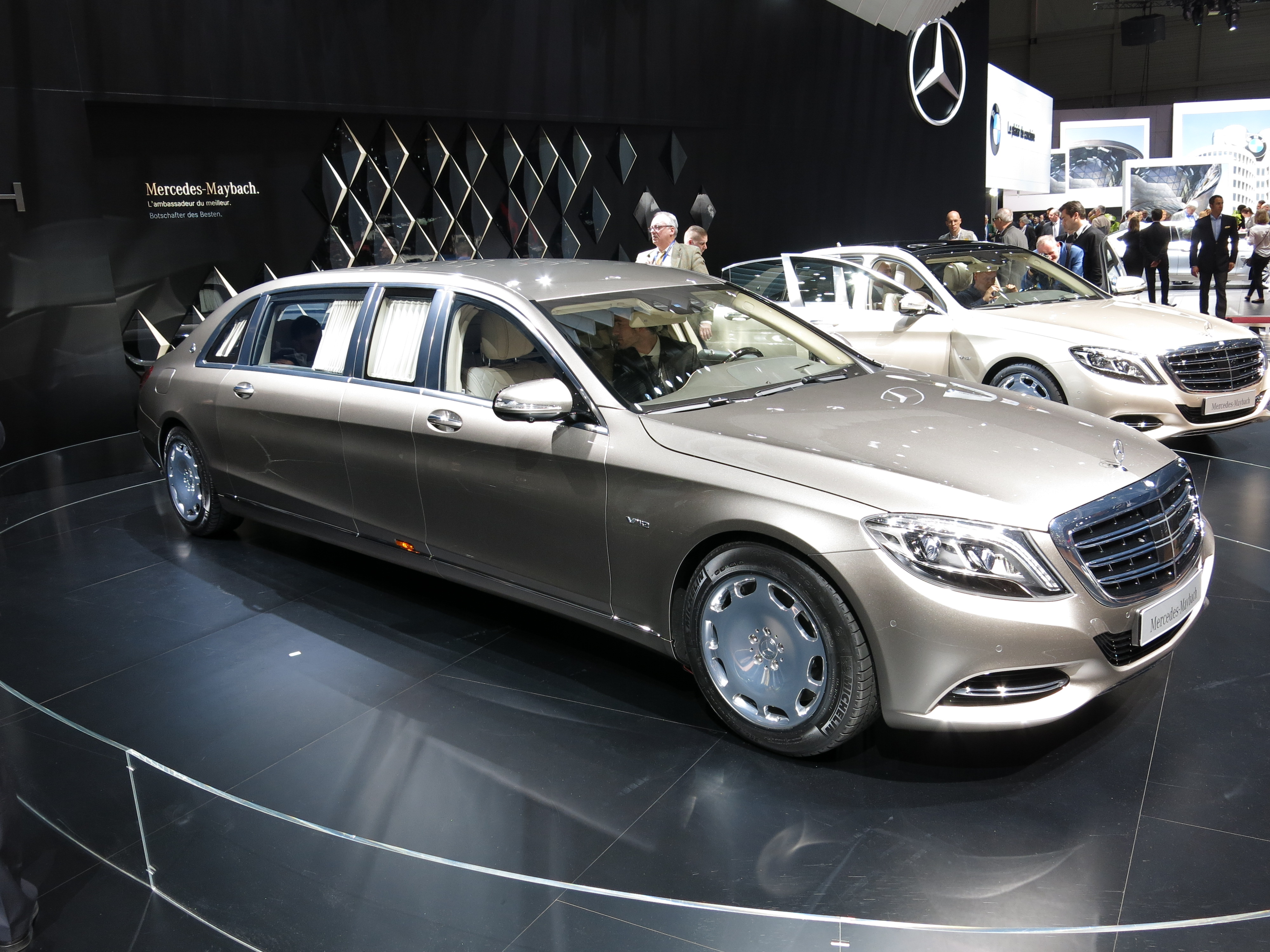
Mercedes-Maybach Pullman

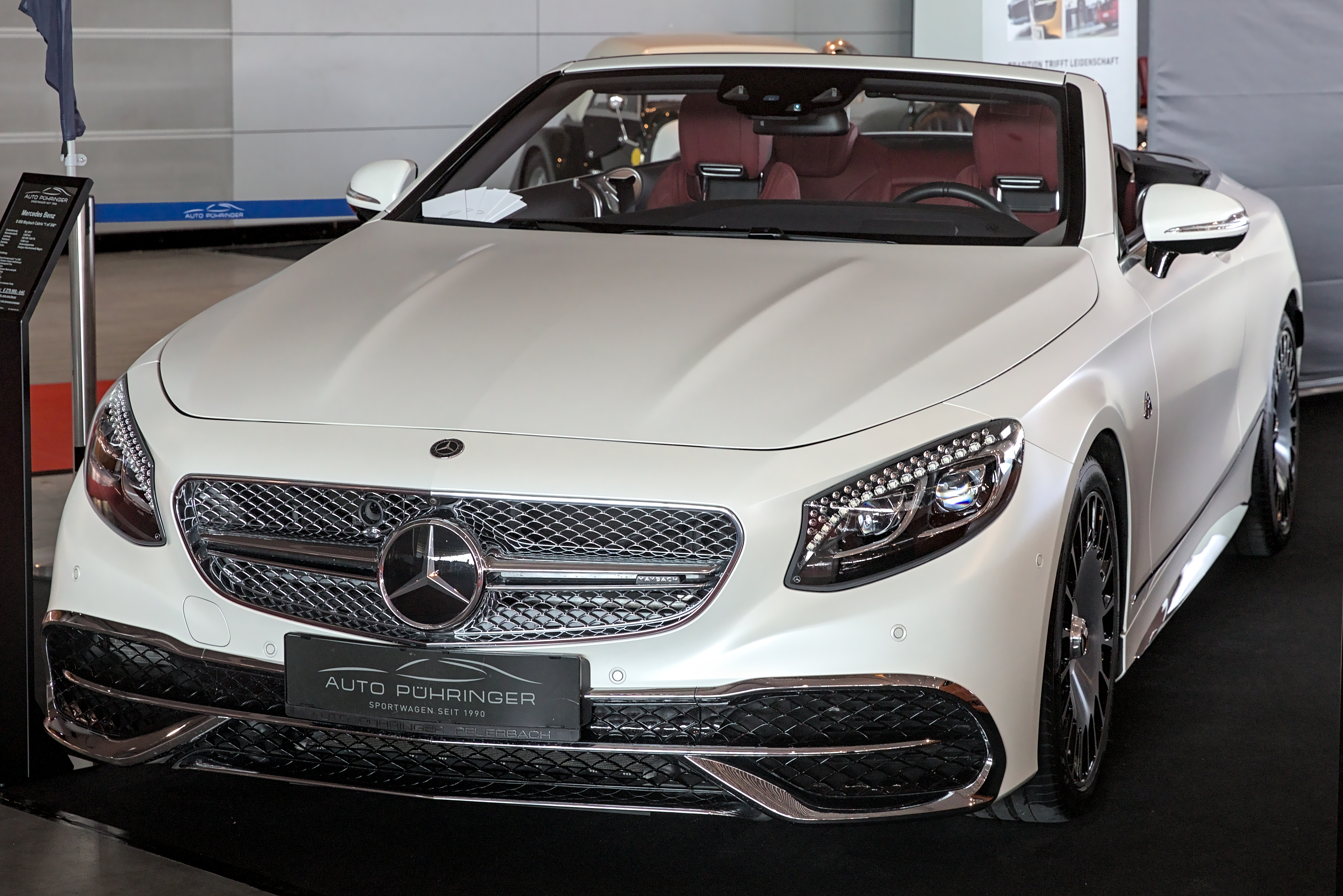
Mercedes-Maybach S 650 Cabrio

- S-Klasse (X 222) als Mercedes-Maybach
  - S 400 4MATIC (M276, Biturbo-V6, 2.996 cm³,  245 kW (333 PS), 480 Nm), 2015–2017
  - S 500 (S 550 in USA[24], auch als 4MATIC) (M278, Biturbo-V8, 4.663 cm³, 335 kW (455 PS), 700 Nm), 2015–2017
  - S 560 (auch als 4MATIC) (M176, Biturbo-V8, 3.982 cm³, 345 kW (469 PS), 700 Nm), 2017–2020
  - S 600 (M279, Biturbo-V12, 5.980 cm³, 390 kW (530 PS), 830 Nm), 2015–2017
  - S 600 Pullman (M279, VV 222, Biturbo-V12, 5.980 cm³, 390 kW (530 PS), 830 Nm), 2016–2020
  - S 650 (S 680 in China)[25] (M279, Biturbo-V12, 5.980 cm³, 463 kW (630 PS), 1.000 Nm), 2017–2020
- S-Klasse Cabrio (A 217) als Mercedes-Maybach, Kleinserie mit 300 Fahrzeugen[26]
  - S 650 Cabrio (M279, Biturbo-V12, 5.980 cm³, 463 kW (630 PS), 1000 Nm), 2016
- G-Klasse (W 463) als Mercedes-Maybach, Kleinserie mit 99 Fahrzeugen[27]
  - G 650 Landaulet (M279, Biturbo-V12, 5.980 cm³, 463 kW (630 PS), 1000 Nm), 2017
- GLS (X 167) als Mercedes-Maybach
  - GLS 600 (M176, Biturbo-V8+Elektromotor, 3.982 cm³, 410+16 kW (558+22 PS), 730+250 Nm), seit 2020
- S-Klasse (Z 223) als Mercedes-Maybach
  - S 480 4MATIC (nur China) (M256, Turbo-R6+Elektromotor, 270 kW+16 kW (367 PS+22 PS), 500+250 Nm), seit 2021
  - S 580 4MATIC (M176, Biturbo-V8, 3.982 cm³, 370+15 kW (503+20 PS), 700+250 Nm), seit 2021
  - S 680 4MATIC (M279, Biturbo-V12, 5.980 cm³, 450 kW (612 PS), 900 Nm), seit 2021
  - S 580 e (M256, Plug-in-Hybrid-V6, 2.998 cm³, 270+110 kW (367+150 PS), 500+440 Nm), seit 2023
- EQS SUV (Z 296) als Mercedes-Maybach
  - EQS SUV 680 4MATIC (permanentmagneterregte Synchronmaschinen, 484 kW (658 PS), 950 Nm), seit 2023
- SL (R 232) als Mercedes-Maybach
  - SL 680 Monogram Series (M178, Biturbo-V8, 3.982 cm³, 430 kW (585 PS), 800 Nm), ab 2025

## Weitere Produkte
Unter der Marke Maybach werden auch Lederartikel, Brillen und weitere Produkte von der MAYBACH Icons of Luxury GmbH vertrieben.

## Trivia
Ein Benutzer von Maybach-Fahrzeugen ist der nordkoreanische Diktator Kim Jong-un, obwohl solche Fahrzeuge wegen des UN-Embargos nie nach Nordkorea hätten gelangen dürfen. Es handelt sich sowohl um einen GLS 600 als auch um zwei S-Klassen.